# ラサ島鉱業所
ラサ島鉱業所（ラサじまこうぎょうしょ）は、沖縄県北大東村沖大東島（ラサ島）で、1911年に操業を開始したリン鉱石鉱山である。1929年から1932年までの間は休山し、1933年に操業再開後、1944年に閉山した。日本国内では数少ないリン資源の産地であり、最盛期の1918年には約2000人の労働者が働き、年間約18万2600トンの鉱石を採掘した。
- ラサ工業株式会社（1993）を始めとするラサ工業やその前身企業、平岡（2012）など、主な参考文献の多くがラサ島表記となっているため、本記事内ではラサ島と表記し、必要に応じて沖大東島表記も用いる。

## 概要
ラサ島は隆起サンゴ礁の島である。サンゴ礁が隆起して陸化した後に大量の海鳥が生息するようになり、その海鳥の糞が堆積してグアノが生成され、グアノのリン酸が石灰石と反応することによってリン鉱床が形成された。
ラサ島のリン鉱石を発見し、企業化したのは恒藤規隆である。恒藤は日本における土壌調査の先駆けであり、日本の土壌のリン不足を憂慮し、リン資源の探求に生涯を捧げた。当初有望なリン資源は国内では発見されなかったが、1902年の南鳥島でのグアノの発見を契機に、南方の島々に照準を定めたリン資源探査が本格的に開始された。こうした状況の中、恒藤が強い関心を持ったのがラサ島であった。
1906年、恒藤はラサ島の石を入手し、リン鉱石であることを確認した。しかしラサ島でのリン鉱石発見が知られると、開発権を主張する人物が続々現れ、開発権を巡る激しい争いが展開された。開発権を巡る紛争の渦中にありながら、恒藤は着実ににラサ島の資源探査を進め、1910年10月には日本産業商会を創設した。その後外国資本がラサ島のリン鉱石資源に注目する中、1911年初頭にはラサ島の開発権を獲得し、1911年2月、恒藤はラサ島燐礦合資会社を設立し、社長に就任した。
社長就任後、恒藤は自らラサ島の資源調査に赴き、命の危険にも晒される中、ラサ島のリン鉱石資源が極めて有望であることを確認した。1911年5月1日、ラサ島鉱業所が創設されて本格的な鉱山開発が始まった。その後ラサ島は単一企業による資源開発、鉱山経営が押し進められ、産業的にも重要な位置を占めるようになる。1913年5月には株式会社化され、ラサ島燐礦株式会社（後のラサ工業株式会社）となった。
離島であるラサ島で大規模な鉱山事業を展開するに当たって、水の問題、外部との連絡、衛生問題、労働者の確保や労働問題等、様々な問題に直面した。しかし施設の整備が進むにつれてリン鉱石の生産量は増大し、第一次世界大戦の影響でリン鉱石の輸入が困難になったこともあって、1918年にはピークの約18万2600トンに達し、ラサ島で働く鉱夫の数も約2000名となった。その後、大戦後の不景気により一旦生産規模を大きく縮小するが、第2層、第3層の鉱脈の発見によって1925年には産出量約10万8300トンまでに回復した。しかしその後の不況と会社の経営難、採掘条件の悪化により、1928年12月には一時休山する。
その後、景気の回復によるリン鉱石の市況回復を受けて、1933年にラサ島鉱業所は再開された。再開後は戦時体制が強化され、また対外関係の緊張によるリン鉱石の輸入が困難になる中で、ラサ島鉱業所は重要産業として農水省から増産を強く要請された。しかし戦時体制による人員不足と採掘されるリン鉱石の品位低下、そして戦況の悪化につれて鉱石の輸送が困難となっていき、増産は思う様に進展しなかった。それでも1938年から1944年までの間の日本領内でのリン鉱石採掘量は、ラサ島鉱業所が一番であった。
戦争が激化する中でも食糧増産に欠かせないリン資源確保のため、農商省はラサ島鉱業所の閉鎖に難色を示していた。しかし1944年12月に閉鎖が決定され、翌1945年1月には全従業員が離島し、ラサ島鉱業所は閉山した。閉山までに採掘されたリン鉱石は約160万トンであった。
戦後、ラサ島鉱業所は再開されず、1956年4月にはラサ島は米軍の射爆場に設定され、1972年の沖縄復帰後も射爆場としての米軍の使用が継続している。1979年に行われたラサ工業と防衛施設庁合同のリン鉱石資源調査によれば、ラサ島には約350万トンのリン鉱石が埋蔵されていると推定されている。

## 地質学的特徴
ラサ島（沖大東島）は、南大東島の南約160キロメートルにある、周囲約4.34キロメートル、面積約1.19平方キロメートルの隆起サンゴ礁の島である。ラサ島があるフィリピン海には、北から奄美海台、大東海嶺、沖大東海嶺が琉球海溝に直交するように北西から南東方向に向かって延びており、ラサ島は沖大東海嶺の頂部に当たる。
沖大東海嶺は全体として白亜紀後期の深成岩など中生代に形成された岩石などで基盤が形成されており、その上部には始新世に形成された石灰岩、そして鮮新世には石灰質の泥岩が堆積した。ラサ島は北大東島、南大東島と同様、フィリピン海のプレート運動によって移動する中で、琉球海溝に近づいて海溝周縁隆起帯と呼ばれる隆起帯に差しかかったため隆起活動が始まり、約50-60万年前から陸化したものと考えられている。

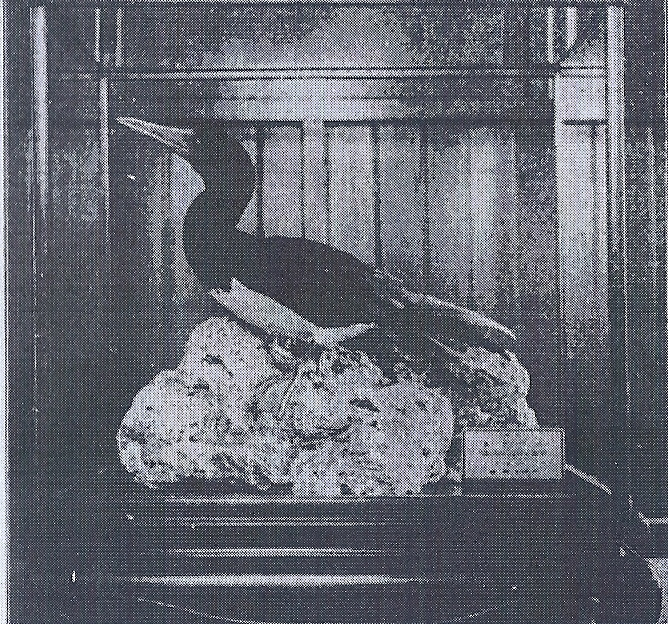
大正天皇に献上されたラサ島のリン鉱石とカツオドリのはく製。

ラサ島のリン鉱石はグアノ系リン鉱石である。グアノ系のリン鉱石は海鳥の糞が固化、堆積した後、風化作用によって有機物などが失われて生成されたグアノが、更に長期間の風化作用を受けて、グアノ内から流出したリン酸が基盤岩の石灰岩と反応することによって形成される。ラサ島のリン鉱石鉱床も、サンゴ礁が隆起して陸化した後に海鳥が大量に生息するようになり、海鳥の糞によってグアノが生成され、そのグアノのリン酸が石灰岩と反応することによって形成されたものである。
ラサ島の地表は島の周辺部を除いた約9割がリン鉱床であった。鉱床は地表から浅い場所で約1.5メートル、深いところでは10メートル以上あり、場所によっては海水面以下の深さまで鉱床が広がっていた。島の北部の台地はリン鉱石で覆われ、南側の台地の地表はリンを含有したリン土であったが、その下にはリン鉱石の鉱床が広がっていた。その他、島のほとんどの地表付近にリン土やリン鉱石が埋蔵されていた。
また地表付近のリン鉱床下の岩層の下にもリン鉱石の第2層、第3層が形成されていた。そして海岸付近には鉄礬土（ボーキサイト）を多く含有した低品位のリン土が大量に埋蔵されていた。リン鉱石は主に塊状で鉱床の底部では礫状、粒状となった。塊状のものも多孔質で割れやすく、採掘粉砕は容易であった。リンの含有量は約35パーセントで、フッ素の含有が少ないことは有利な特性とされたが、製肥する際に粘度が増すという悪影響を及ぼす鉄礬土の含有量がやや多く、この点は唯一の欠点とされた。
しかし採掘当初は鉄礬土の含有量が多かったものの、その後改善が進み1917年の分析では平均リン酸約35.8パーセントで鉄礬土は3.8パーセント、他の分析でも平均リン酸35.05パーセント、鉄礬土2.09パーセントと、日本領内では稀に見る良品と評価された。後述のようにラサ鉱業所はいったん閉鎖された後、1933年に再開されるが、再開後に採掘されたリン鉱石は徐々に鉄礬土の含有量が上昇していった。
ラサ島のリン鉱石の採掘量は、採掘が開始された1911年から終了した1944年までの間、総計約160万トンに及んだ。未採掘の推定埋蔵量は、1978年の防衛庁委託による調査結果によれば約350万トンとされている。

## 恒藤規隆とリン鉱石

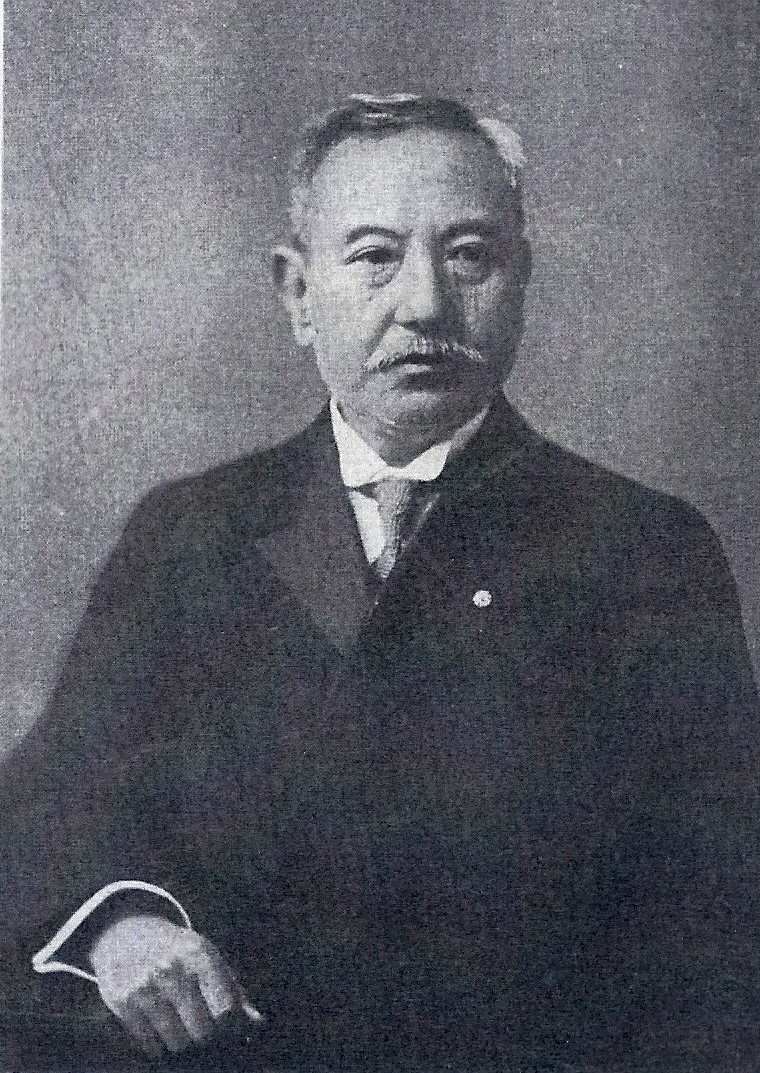
恒藤規隆

恒藤規隆は日本における土壌調査の創始者とされる人物で、日本の食糧、土壌問題に取り組み、リン資源の発見、開発に一生を捧げた。恒藤はリン資源探査の過程でラサ島でリン鉱石を発見し、ラサ島鉱業所を創設してリン鉱山として事業化を成し遂げた。
1880年、駒場農学校を卒業した恒藤は内務省勧農局地質課土性掛に「雇」の身分で採用された。1882年にマックス・フェスカがドイツから来日して土性掛長に就任し、恒藤らに土壌調査の指導を行った。恒藤は12年間、フェスカの下で学び、土壌の専門家に成長していった。
フェスカと恒藤が日本各地の土壌調査を進めていく中で、日本の土壌のリン不足が明らかになった。当時日本で流通していた、人糞尿、魚肥、油粕などのリン酸の含有量も少なかったので、リン酸肥料の製造と施肥が日本の農業には必要不可欠であると考えられた。
当初、農家のリン酸肥料など化学肥料に対する関心は低かったが、日清戦争時の大豆粕の輸入の途絶だけでなく、北海道のニシンの不漁によって肥料の供給が逼迫したため、リン酸肥料など化学肥料の需要が徐々に拡大した。もちろんフェスカらのリン酸肥料の重要性に関する訴えも効果があった。
こうして、リン酸肥料の認知度が高まり、消費量は増大した。しかし、リン鉱石は国内では産出せず、全て輸入に頼らざるを得なかった。リン鉱石を全て輸入に頼っていることは、食糧の安全保障から見ても大きな問題であるとの認識が広まっていった。そこで国産のリン資源確保が大きな課題であるとみなされるようになった。

### 恒藤のリン鉱石探査
日本国内で初めてリン鉱石を発見したのは恒藤であった。1894年8月、宮崎県で土壌調査を行っていた際、現在の日南市油津港付近でリン酸含有量約17パーセントのリン鉱石を発見した。国内でのリン鉱石の発見は、産業界にとって歓迎すべきニュースであった。発見の報を聞きつけた渋沢栄一は恒藤のところに駆けつけて詳しい話を聞いた上で、これまでリン酸は我が国で産出しなかったが、肥料原料として不可欠なものであるので、各地で採れるようになれば国家にとって大いなる幸福であると、国内でのリン鉱石発見を賞賛し恒藤を激励した。恒藤は1895年に概報、そして1896年には詳細なリン鉱石報告を行った。その中でリン不足の日本の土壌はリン酸の供給が不可欠であり、リン鉱石の国産化の必要性を強調し、速やかに日本全国隈なくリン鉱石の探査を行う必要性があると主張した。
明治三十年代に入ると、リン酸肥料の普及に伴ってリン鉱石の輸入も増大していた。そのような中で恒藤の日本国内のリン鉱石探査についての意見は認められ、1900年、農商務省内にリン鉱石など肥料原料を調査研究する専門機関、肥料鉱物調査所の設立が決まった。翌1901年4月、肥料鉱物調査所は正式に設立され、恒藤は肥料鉱物調査所の所長となった。
所長の恒藤は、自らリン鉱石の調査に積極的に取り組んだ。恒藤らは全国各地でリン鉱石調査を行い、東北地方や北陸地方、そして三重県などでリン鉱石を発見するものの、どの産地も質量ともリン酸肥料の原料とするには不十分であった。

### 南鳥島でのリン資源発見と沖縄、台湾方面への着目
文字通り全国を駆け巡ってリン鉱石探しに奔走していた恒藤のもとに、1902年、南鳥島でリン鉱石が発見されたとの情報が入った。当時、南鳥島は水谷新六がアホウドリの羽毛採取等の事業を行っていた。しかしアメリカ人のローズヒルが南鳥島のアメリカ領編入を主張し、1902年7月には南鳥島でグアノを採取することを目的として実際、南鳥島へ向かった。新聞報道によりローズヒルが南鳥島に向かったことを知った日本政府は、早速笠置を派遣して南鳥島に警備兵を配置した。
結局、ローズヒルは南鳥島で目的を果たすことなく帰還し、アメリカ政府もローズヒルの南鳥島所有権の確認の訴えを黙殺した。8月末になって南鳥島に配置した警備兵の撤収のために高千穂が派遣された。その際、高千穂には恒藤規隆の要請により、肥料鉱物調査所と地質調査所の技師が同乗していた。彼らは南鳥島で土砂を採取し、帰還後に分析したところリン酸含有量が30パーセントを超える良質なグアノであることが判明した。
グアノの発見当時、水谷新六はアホウドリの激減により南鳥島での事業継続を断念し、撤退と他の南洋の島々への事業の転進を考え始めていた。実際水谷は1898年9月にラサ島の調査を実行していて、後述のように1901年年5月にはラサ島の開発許可も取得していた。水谷は南鳥島でのグアノ発見により、グアノ採掘に転業することになり、1903年3月には東京府からの許可が下り、グアノの採掘が始められた。採掘されたグアノは恒藤規隆が技術指導を行っていた全国肥料取次所に持ち込まれ、肥料として製品化し販売された。
南鳥島におけるリン資源の発見は、恒藤規隆の目を沖縄、そして台湾方面でのリン鉱石探査に向けさせることになった。恒藤は沖縄本島、尖閣諸島などの沖縄周辺の島々、そして台湾やその周辺の島々に資源探査に乗り出していった。

#### ラサ島への着目
南鳥島でのグアノ採掘事業、肥料製造事業を通じて恒藤規隆は水谷新六と知り合った。水谷は恒藤のところに出入りするようになり、恒藤は水谷がしばしば南洋を航海し、島々で捕鳥を行なっているとの話を聞きつけ、捕鳥のついでに石も採集してきてもらうよう依頼した。
水谷新六から聞いた南洋の話の中で、恒藤が大きな関心を持ったもののひとつがラサ島であった。緯度的に南鳥島とほぼ同じであり、水谷の語る島の様子から考えてリン資源が存在する可能性が高いと判断した恒藤は、水谷に対して機会があればラサ島から岩石、土砂を採集してくるように依頼した。

### ラサ島の開発権
ラサ島は、1900年9月に正式に日本領に編入され、名称も「沖大東島」と決められた。10月17日には沖縄県告示によって沖縄県島尻郡大東島区域の所属となった。
日本領編入翌年の1901年、南鳥島の開発に取り組んでいた水谷新六がラサ島の開拓を申請し、5月11日に許可が下りた。前述のように水谷は1898年9月にラサ島の調査を行っており、1901年9月には開拓従事者とともにラサ島へ向かい、羽毛採取を目的とした開拓を開始しようと試みたものの、船が台湾、フィリピン方面まで流されてしまって失敗に終わった。
開拓許可が下りた後、一定期間開拓を実行しない場合、許可は取り消される。水谷も1903年6月6日に許可が取り消された。その後1906年、南大東島、北大東島の開拓権を取得していた玉置半右衛門が、沖縄県からラサ島の15年間の開拓許可を取得した。しかし実際問題として当時、玉置は南大東島の開墾にかかり切りの状態であり、南大東島と同時に開拓許可を得た北大東島はほとんど手つかずのままであった。この上更にラサ島の開拓を実行することは困難であったと考えられ、実際、開拓にすぐに乗り出すことは無かった。

### 肥料鉱物調査所の廃止と恒藤の退官
南鳥島でのグアノ発見後、恒藤は沖縄など南方での調査活動に着手しようと考えていた。しかし当時、日露戦争前で国内は戦時体制が強化されつつあった。そのような緊迫した社会情勢の中で、農商務省内では所属各機関の再構成、改廃が断行され、肥料鉱物調査所は1903年12月5日に廃止された。
恒藤の挫折感は大きかった。南鳥島で有望なグアノ資源が見つかり、これから本格的な南方でのリン資源調査に取り掛かろうとする矢先に、国の調査機関である肥料鉱物調査所が廃止されたことは、国が国富の開発に冷淡かつ無頓着であり、極めて無謀なことであると痛烈に批判した。
肥料鉱物調査所廃止の決定により、恒藤は退官して自力でリン鉱石探査を継続する決意をした。1903年12月5日の肥料鉱物調査所廃止と同日に恒藤は退官し、その後は独力でリン鉱石探査を継続することになった。一民間人となった恒藤のリン鉱石探査のターゲットは南方の島々であった。

## リン鉱石の発見から開発開始

### リン鉱石の発見と鉱業権争奪戦の開始
1906年4月にラサ島の開発許可を取得した玉置半右衛門は調査船を派遣した。調査船の船員の一人が水谷新六の甥であった。水谷は恒藤からの依頼を果すべく、甥に対してラサ島の石を採集してくるように指示した。水谷の甥は股引にラサ島の石を入れて帰還し、全国肥料取次所に恒藤を尋ねて直接手渡そうとしたが、恒藤は大阪出張中で不在であった。そこで水谷の甥はラサ島の石を一部を大阪の恒藤のところへと送り、残りを全国肥料取次所に預けた。
恒藤は出張中の大阪で送られてきたラサ島の石を見て、即座にリン鉱石と判断した。早速全国肥料取次所の分析担当者に電報を送り、事情を説明するとともに急ぎ分析を行うよう指示した。全国肥料取次所の分析担当者による分析結果はリン酸含有量が高い良質なリン鉱石との結果であった。しかしこのラサ島でのリン鉱石発見のニュースは、すぐに全国肥料取次所の社員から肥料業に携わっていた九鬼紋七に伝わってしまった。
全国肥料取次所の社員は、リン鉱石発見情報とともにラサ島への調査船派遣計画を携えて九鬼のところへ出向いた、九鬼はこの有力情報に飛びついてラサ島への調査船派遣計画に出資した。しかし調査船はラサ島に辿り着くことが出来ずに帰還し、調査は失敗に終わった。そしてリン鉱石発見のニュースを受けて、ラサ島の開発許可を取得していた玉置半右衛門も鉱業権取得を申請した。その後、ラサ島のリン鉱石を巡って鉱業権の争奪戦が続くことになる。

#### 初回の資源調査
1907年、恒藤は部下の松岡操にラサ島の資源探査を命じた。松岡をリーダーとするラサ島資源調査隊には、鉱業権問題で恒藤と対立する九鬼紋七の部下や玉置半右衛門の息子、玉置鎌三郎も参加して、8月18日に門司港を出港した。
しかし肝心のラサ島が見つからず、二昼夜探し回ったあげく天候悪化のため9月1日に那覇港へ避難した。那覇で改めて人夫数名を雇い、9月9日、改めてラサ島へと向かったがやはり見つけられない。あきらめて帰途につくことにしたところ、9月13日に島影を見つけ近づいてみるとラサ島であった。資源調査隊はラサ島に上陸したものの、島全体が密林に覆われている上に地面には厚く落葉が積もっていて、探査は容易なことではなかった。しかし何とか測量を行い、リン鉱石数トンを採掘して9月24日に離島し、27日には鹿児島港に帰還した。
恒藤は採掘したリン鉱石を某肥料製造会社に委託して肥料製造を試みた。完成した肥料は当時、クリスマス島やオーシャン島から輸入して製造した肥料と同等の品質であった。

#### 混迷する情勢と日本産業商会の設立
恒藤規隆はラサ島以外にも精力的に沖縄、台湾にリン鉱石資源調査を行っていた。1907年から1910年にかけて、沖縄本島、宮古島、石垣島、尖閣諸島、そして台湾や澎湖諸島でリン鉱石調査を実行した。恒藤は尖閣諸島の鳥糞資源、そして北大東島のリン資源に興味を持った。しかし北大東島のリン資源は鉄礬土の含有量が多く、リン資源としての利用は技術的に困難であるとの判断をするなど、「本島産の燐礦は我が版図内における最良質のものにして、肥料原料に供せんには無二の逸品」と激賞したラサ島のリン鉱石を上回るものは見いだせなかった。
そのような中、ラサ島の鉱業権を巡る情勢は更に混迷の度を深めていた。東沙諸島で羽毛採取、グアノ採掘業を起業していた西沢吉治が、清との外交問題となって撤退を余儀なくされる中、1909年8月にはラサ島での開拓事業に乗り出すとの報道がなされた。そして水谷新六も改めてラサ島の権利を主張して、行政訴訟を起こすに至った。恒藤によれば各人がそれぞれ権利を主張する背後には政治家の影もちらついていたといい、ごたごたの収まる気配はなかった。
ラサ島開発の権利関係問題が片付かない中、1910年10月、恒藤規隆は日本産業商会を設立して理事長に就任した。日本産業商会は事業目的としてラサ島でのリン鉱石採掘以外に、尖閣諸島での鳥糞の採集、そして種子島でのオレンジ栽培、台湾高雄でのサトウキビ栽培と肥料工場、製糖工場の建設を挙げていて、ラサ島のみの事業計画では無かった。

#### 第二回資源調査

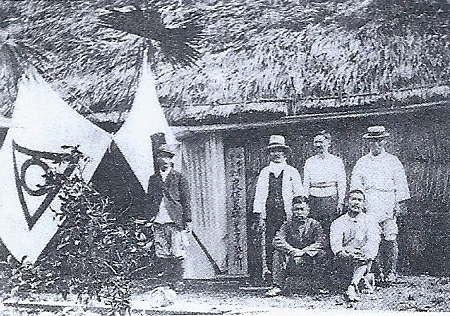
第二回資源調査時に設営された鉱業事務所。看板には「日本産業商会」の文字が見える。

ラサ島のリン鉱石が良質なものであっても、恒藤は実際に事業化が可能であるか確証を持てなかった。まず埋蔵量が全く推定出来ていなかった。また報告されていたリン鉱石の産状から考えて、技術的に採鉱や選鉱が難しい可能性もあった。そして絶海の孤島のラサ島でリン鉱山を経営するとなると、貯水池の建設や鉱石輸送用の船着き場の設営など多額の初期投資を行う必要があるため、果たして採算が合うのかどうかについても疑問視していた。恒藤は事業の成立性について慎重に判断する必要性とともに、実際に事業に取り掛かる中で判断せざるを得ないと考えていた。
日本産業商会を立ち上げた恒藤は、1910年11月、ラサ島に第二回の資源探査隊を派遣した。調査隊の隊長は第一回と同じ松岡操が務め、資源調査の上、鉱山開発の開始を目論み、船には3か月分の食料、調査用の機器、資材の他に、飲料水貯蔵用として6尺の酒樽と、水が乏しいラサ島で真水を得るために芋焼酎蒸留用の蒸留器が10台積み込まれた。しかし肝心の船は小型の木造汽船で、船長は11月の荒れた海ではラサ島に辿り着くのは困難であると航海の中止を決断。しかし日本産業商会本社からは、是が非でも成功させるようにとの激励催促の電報がひっきりなしに届いていた。調査隊の一人、技師の池田良介が粘り強く説得を続けたところ、船長はウイスキーをあおりながら「このボロ船、難破転覆しても俺は知らぬぞ！」と言い放ち、ついに出港となった。
荒れた海の中、船は木の葉のように大揺れしながらも無事にラサ島に到着した。しかし第一回調査の時と同様、密林に覆われていた島での調査は容易なことではなかった。まずは仮小屋、倉庫を建てて調査に取り掛かったが、飲料水の問題が調査隊を苦しめた。調査隊到着後、降雨が無かったため、持参の蒸留器で精製した水と、海辺の岩場の水たまりの中でボウフラが沸いている塩分が薄そうな水とを混ぜて飲料水としたものの、たちまちのうちに調査隊全員が激しい下痢に悩まされることになった。それでも島内各地から多数のリン鉱石サンプル採取に成功し、約2週間後、計画通り報告のための人員が島を離れ、残りの人員は鉱山開発事業を実行しようとしたところが、このような島に取り残されたらたまらないと全員が離島を主張したため、やむを得ず鉱山開発事業についてはあきらめて全員で帰還することになった。

#### 外国資本参入計画の発覚と鉱業権問題の解決
1910年の第二回資源調査の結果、ラサ島のリン鉱石資源は恒藤の予想を上回る有望なものであることが明らかとなった。また第二回資源調査の頃、ラサ島の鉱業権問題に大きな進展があった。ラサ島のリン鉱石について横浜のとある外国商館が情報を入手し、その情報をもとにロンドンの某シンジケートがラサ島開発に乗り出そうとしていることが明らかになった。
国内で鉱業権問題でもめている間に貴重な資源を外資にさらわれてはたまらないと、恒藤は鉱業権取得へ向けて積極的に動き出した。結局、水谷新六には示談金を渡したと考えられ、玉置側の資料によれば、玉置三右衛門にも20万円の示談金が支払われたという。また九鬼紋七は後に設立されるラサ島燐鉱株式会社の取締役になっている。こうして1911年1月にはラサ島の諸権利は全て恒藤が所有することになった。

### ラサ島燐鉱合資会社の設立と恒藤規隆のラサ島資源調査

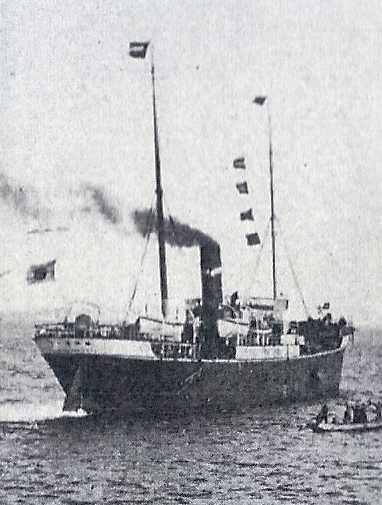
恒藤社長率いるラサ島リン鉱石資源調査団の鹿児島港出航光景。

1911年2月28日、ラサ島燐礦合資会社が設立され、恒藤規隆は社長に就任した。社名については当初、亜細亜燐礦、東洋燐礦、北太平洋燐礦なども候補に上ったが、社長の恒藤の発案により、ラサ島にちなんでラサ島燐礦合資会社となった。
会社創立直後の4月、社長恒藤直々にラサ島資源調査に赴いた。なおこの時の調査隊には臨時土木課と直轄採鉱組が編成され、調査終了後そのまま鉱山開発を開始する手はずであった。調査隊は4月17日鹿児島港を出港し、22日にラサ島に到着した。サンゴ礁に囲まれ、海岸線は崖となっているラサ島上陸は恒藤にとって困難であったが、なんとか無事に上陸を果たした。人員の上陸に併せて行われた資材、食料等の上陸作業も困難を極めたが、何とか無事に上陸を終え、密林に覆われたラサ島の中を苦心しながら運搬し、1910年の第二回資源調査の際に建設した小屋まで搬入を行った。
しかしラサ島は海岸線付近を除き、全体が密林状態であって地面には厚く落葉が積もっている。1910年の調査時に切り開いた道も雑草が生い茂り、リン鉱石の埋蔵量調査など及びもつなかい状況であった。調査に同行した人物の回想によれば、上陸初日はリン鉱石の産地である証拠を全く見いだせず、恒藤はこれまでの調査結果を疑い出して不機嫌であったという。

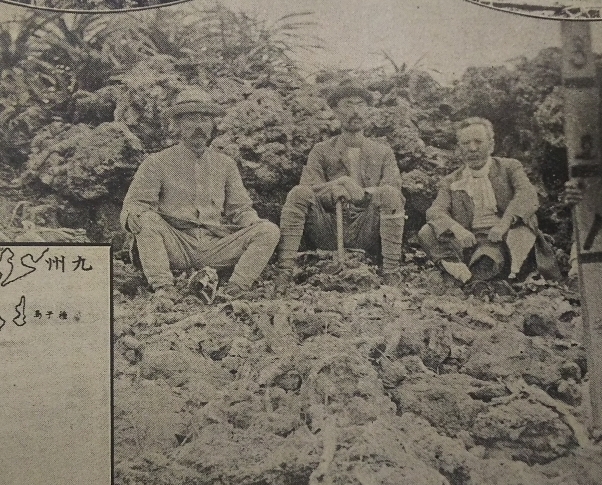
リン鉱石の露頭での恒藤社長ら。右側の人物が恒藤、中央の人物が縄田技師。

翌日は島内北部の台地の調査を行うことになったが、ジャングル内での調査は上手く行くとは思われなかった。人力でジャングルを切り開くには人員も時間も明らかに足りない。このままではらちが明かないと火を放って焼き払うことになった。しかし火をつけた当初は大したことが無かった火勢が、風が強くなってきて勢いはぐんぐんと増していく。慌てて消火をしようとしたものの火の勢いが強くて消すことが出来ない。そうこうするうちに風向きが変わって北風となり、風下にある小屋方面へ延焼していく状況となった。小屋には調査活動に使用するための大量の火薬類があった。もし火が火薬に燃え移ったら大爆発を起こし、調査隊の全滅は免れない。一行は慌てて船へと避難しようと考えたものの、サンゴ礁に囲まれ海岸線が崖となっているラサ島では離島するのもまた難しい。進退窮まって混乱する中で、調査隊の中から恒藤に危害を加えようとする者も現れたが、恒藤は何とか彼らを宥めた。
その後風向きが再び変わり、火の勢いは徐々に下火になっていった。その上、スコールが来たため火は完全に消えた。消火までに島の約15パーセントの森林が焼失したと推定されている。
スコールが上がったのはもう日没間近のことであった。恒藤は焼け跡の様子を見たいと、調査員を引き連れて島北部の台地へと向かった。台地はきれいに焼き払われ、あたり一面にリン鉱石の巨岩が積み重なっていて、大産地であることは明らかであった。この情景を見て、一行はしばし無言となり、やがて恒藤と長年行動を共にしていた縄田技師が
と、恒藤に祝福の言葉を述べた。恒藤はお礼を言おうとするものの感極まって言葉が出ない。この時、恒藤の目には涙が浮かんでいて、縄田技師と抱き合わんばかりの様子であったという。
恒藤率いる調査隊は10日間、ラサ島内のリン鉱石調査に従事し、焼き払った北部の台地を中心として島全体に調査を進めた。その結果、島の標高約15メートルより高い地域のほぼ全域にリン鉱石の鉱床が認められ、島内には毒蛇などが見られず、しかもマラリアなどの風土病も無いという鉱山経営に有利な事実も確認した。ラサ島のリン鉱石資源は質量とも事前の予想を超えるものであり、しかも鉱山経営に有利な点も確認し、事業の本格開始に適すると判断した恒藤は鉱山事業の起業方針を決めた上で、当初の予定通り臨時土木課と直轄採鉱組を島に残して起業を進めることにして東京へと引き揚げた。帰還途中、那覇から東京の本社に第一報として「バンザイ」とのみ打電して喜びを伝えたとのエピソードも残っている。

## 困難を極めた創業
自らの目でラサ島がリン鉱石の大産地であることを確認したラサ島燐礦合資会社社長の恒藤であったが、創業時は困難の連続であった。後に恒藤は「ラサ島燐礦合資会社の時代は一言もってこれを評すれば悲劇を演じたりという他なく、まことに惨々たる有様にて終始」したと回顧している。

### ラサ島鉱業所の開設と始業の困難

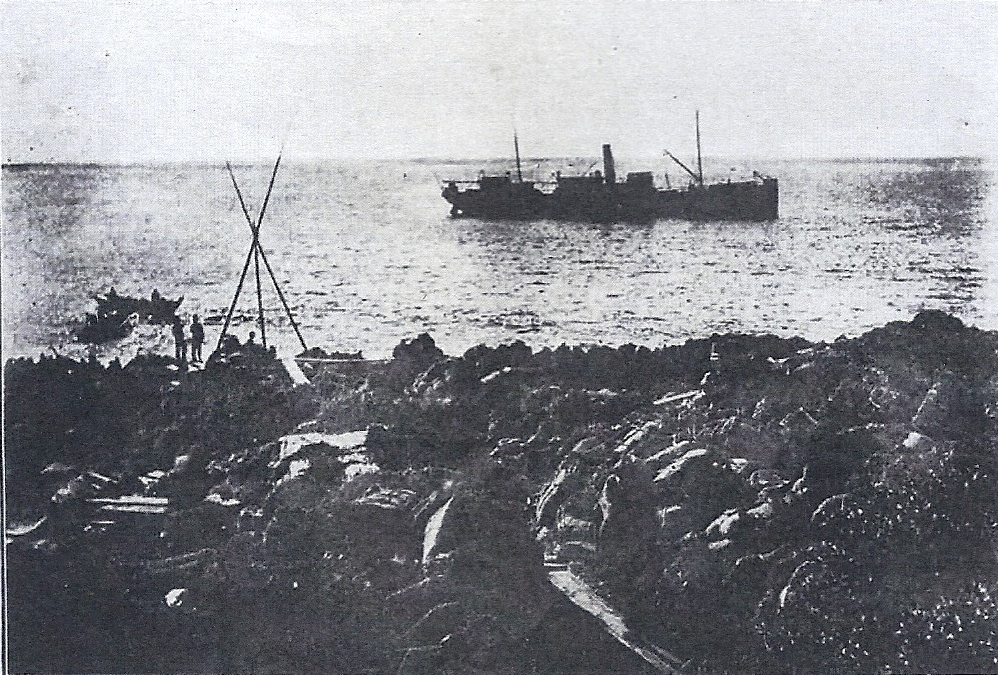
初期のリン鉱石積み込み光景。

1911年5月1日にラサ島鉱業所が開設。所長代理を務めた松岡充が10月に東京へ戻ると池田良介が後任となり、12月には工学士の谷井鋼三郎が鉱業所長に就任した。その後ラサ島は単一企業による開発、企業経営が進められることになり、産業的に重要な位置を占めるに至る。
恒藤社長直々のリン鉱石調査終了後、社長たちは東京へ戻ったが、島では引き続き臨時土木課と直轄採鉱組が鉱山の開設事業に取り掛かることになった。作業を進める中で労働者たちを苦しめたのがまず水と食料であった。水の問題から胃腸を壊し、食料の問題から次々と脚気となっていった。
そのような中で事態を更に混乱させたのがリン鉱石1000トン採掘命令であった、東京に戻った恒藤はすぐにラサ島に取って返し、リン鉱石1000トンを採掘して輸送せよと命じた。ラサ島には通信設備がまだ無く、その後もしばらく外部との連絡は船の来航時に行う他なかった。まだ鉱山設備が全く未整備な状態での無茶な命令に現場は困惑したものの、やむなく採掘したリン鉱石を人海戦術で運ぶことにした。重い鉱石を運ぶ人夫の肩の皮が破れ、血が流れだすという無理な作業を強行して、何とか700トンの鉱石を採掘して大阪まで輸送することに成功したが、肝心の鉱石は全く売れなかった。
劣悪な就労環境の中で、3名の死者が出て労働者の中から退島希望が出されるようになった。臨時土木課と直轄採鉱組として雇用した労働者の中には質が悪い者も多く、その上、労働者たちの請負先が賃金の中抜きを行っていたり、賃金として金銭を渡さず独自の金券を渡したりしたため、経営陣はしばしば労働者たちからの激しい突き上げや強要を受けた。そして娯楽や息抜きが無い孤島という環境下で、労働者間で流行り出したのが博打であった。博打の流行は作業効率の低下に繋がったため、経営陣はたびたび禁止を命じたものの、根絶は難しかった。

### 台風による被害

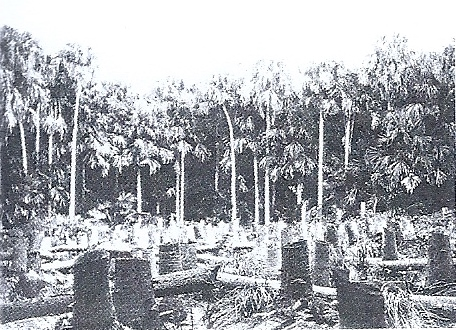
ビロウ森の伐採。

様々な苦労を重ねつつ絶海の孤島での鉱山創業を進めた結果、1911年7月までには鉱山事務所、医局、宿舎などの建物。仮桟橋そして道路や軌道の建設が進められた。仮桟橋は島内に自生していたビロウを支柱としたものであった。大きな課題であった水に関してはとりあえず蒸留水場と水の溜め桶を整備した。そこで試験的に採鉱、輸送を開始しようとした矢先に2度に渡って台風に襲われ、仮桟橋を始めほとんどの建造物が壊されてしまった。一番の問題は海岸に設置していた蒸留水場が跡形も無く流されてしまい、水飢饉に直面したことであった。前述のようにラサ島には通信設備が無く、緊急事態を外部に知らせる術が無い。この時は大型台風襲来の情報を得ていた本社から台風通過直後に汽船を派遣したため、大きな混乱は避けられた。

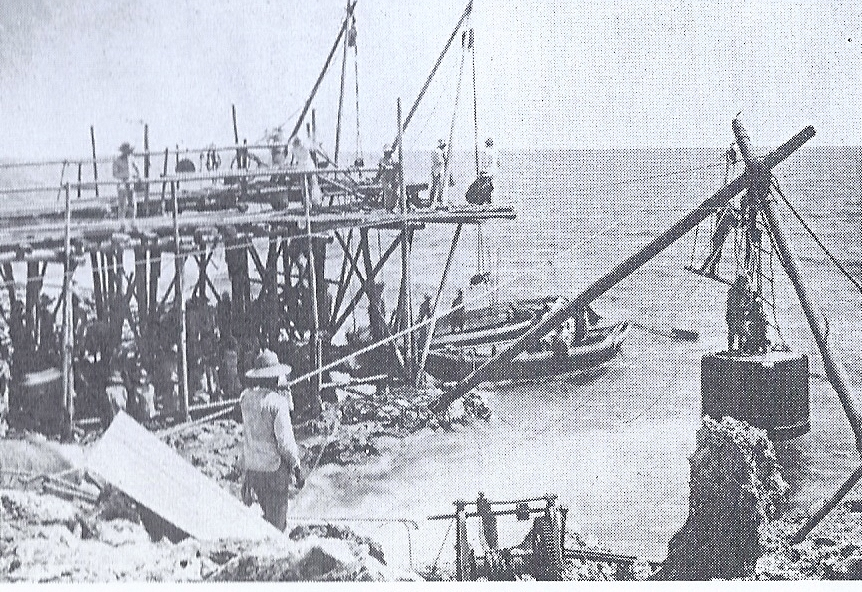
ラサ島のビロウを支柱とした仮桟橋。

これまで様々な困難の中、設営作業を行ってきた労働者たちは北陸地方出身者が多く、慣れない亜熱帯の気候に苦しんでいたところに台風の大きな被害を受け、多くが退島希望を出すに至った。やむなくラサ島では本社の許可を得ずして多くの労働者たちの離島を認めた。そこで四国、九州そして小笠原諸島等の出身労働者を補充し、復旧作業を急いだ。また労働者に対して独自の金券の給付を中止する代わりに預金通帳を交付して預金制とし、また作業工賃の出来高払いを導入して労働意欲の喚起を図った。工賃の出来高払いは作業効率アップに大きな効果があり、博打も次第に無くなっていった
台風シーズンが終わる10月には、台風によって破壊された建物等の復旧等も進められ、仮桟橋も完成した。こうして1911年の年末には少量ではあるが採掘したリン鉱石の輸送が開始された。

### 施設建設の困難と続く台風の被害
1912年も鉱山施設の充実は着々と進められていった。2月には新たに沖縄県で労働者の募集を開始した。沖縄県からの労働者は亜熱帯の気候に慣れていて、衣食住とも本土からの労働者よりも簡易なものでも大丈夫であると、会社側は順次人数を増やしていった。7月にラサ島の見学会に参加した盛岡高等農林学校の山田玄太郎は、100名あまりの人夫の大半は沖縄県出身者で、ラサ島燐礦合資会社社員十数名、その他に医師、警官3名が働いていて、施設としては採鉱事務所、販売所、分析所、宿舎、倉庫、医局、炊事場、鉄工所、桟橋等が建設され、そして鉱石運搬用の軌道が敷設されていると報告している。しかし各施設の設営そのものに大きな困難があった。ラサ島産でまがりなりにも建築に使用できるものは自生していたビロウくらいのもので、他の建設材料は全て島外から搬入しなければならなかった。しかも満足な港湾設備は整備されていなかった。
困難に拍車をかけたのが台風の被害であった。1912年9月には立て続けに3回、台風が襲来してほとんどの施設が破壊され、貯鉱していた数百トンのリン鉱石も流されてしまった。直ちに復旧工事に取り掛かったものの、後述の不買同盟による打撃に台風の被害が重なって、会社の経営は困難を極めた。

### 不買同盟とその対策
ラサ島での事業開始に際して高田商会からの資金援助を受けていたため、採掘された鉱石は高田商会を通じて販売されることになった。しかしラサ島から採掘されたリン鉱石の輸送が始まっても肝心のリン鉱石が売れなかった。肥料会社各社は様々な理由をつけてラサ島産のリン鉱石の購入を拒んだ。恒藤は各肥料会社間で「不買同盟」が結成されたと回想している。
肥料会社が業界に新規参入したラサ島のリン鉱石の購入に難色を示した理由としては、まず当時、リン鉱石はほぼ全量輸入に頼っていて、しかも輸入は三井物産が独占的に行っていたため、原料の独占的な供給のもとに成り立っていた業界に原料供給先として新規参入すること自体が困難という事情があった。
またラサ島のリン鉱石自体にも弱点があった。ラサ島のリン鉱石はリンの含有量自体は35パーセント前後あって申し分なく、またフッ素の含有量が少ない点は良質といえたが、鉄礬土の含有量がクリスマス島やオーシャン島のリン鉱石よりも多い点が問題視された。また業界にはラサ島でリン鉱石が産出されるといっても一時的なものに過ぎず、継続的なリン鉱石の仕入れ先としての見込みは無いのではないかという疑いの目もあった。

#### 現地見学会と自前肥料工場の創業

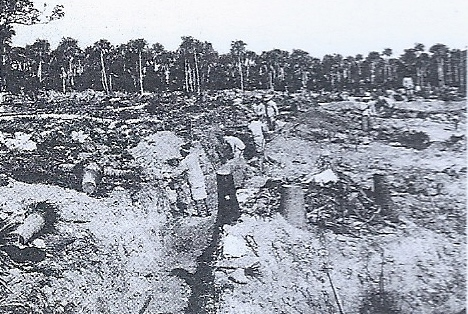
ビロウ森の伐採後のリン鉱石採掘。

肥料会社各社による不買同盟の結成という事態の打開に向けて、社長の恒藤は2つの案を実行に移した。まず各肥料会社の技師たち、そして盛岡高等農林学校教授の山田玄太郎が参加し、恒藤自身が案内人を務めるラサ島の現地見学会を実施した。業界関係者ばかりではなく学者らからも、沖縄の孤島にリン鉱石の大産地などあるはずがないと山師のたわごと呼ばわりされていたため、専門家の山田教授の参加は恒藤にとって歓迎すべきことであった。
現地見学会の一行は1912年7月3日にラサ島に到着し、恒藤の案内で約2週間、島内を見学して17日に離島した。恒藤は見学会と同時並行してもう一つの事態打開策を検討していた。見学会の後、期待に反して参加した肥料会社の技師たちがラサ島のリン鉱石の悪評を流すような事態が起きたとしたら会社はつぶれてしまう。そこでラサ島燐礦合資会社自体が肥料製造業に参入し、ラサ島のリン鉱石を原料としてリン酸肥料を製造、販売する計画を立てた。
恒藤の期待は半分叶えられた。見学会に同行した山田玄太郎は、1912年8月、報告書を発表した。山田はこれまで日本国内でめぼしいリン鉱石の産地は見つかっておらず、全量輸入に頼らざるを得ない状況であったが、ラサ島にリン鉱石の一大産地が発見され採掘事業が開始されたと紹介し、ラサ島は本邦唯一のリン鉱石産地と称してよいとした。そして埋蔵量は豊富であり、鉱石の分析結果によればクリスマス島やオーシャン島のリン鉱石によく似た、リン酸肥料の原料として極めて優良なものと太鼓判を押した。
山田は更にラサ島内の鉱山施設等の整備状況とともに、リン鉱石が地表近くにあるので鉱石の採掘は容易であると判断した。そして優良なリン鉱石が豊富に埋蔵され、しかも採掘が容易であり、鉱山設備の充実も進んでいるため、将来の発展を期待すべきと述べた。
しかし見学会後も肝心の肥料会社各社の対応には全く変化が無かった。そこで恒藤は資金をかき集めて8月に肥料工場建設を発表し、ただちに建設に取り掛かった。今回は恒藤の狙いは的中した。ラサ島燐礦合資会社がリン鉱石採掘から肥料の製造、販売まで一貫して事業を展開することは、肥料業界にとって大きな衝撃となった。10月には2社とラサ島リン鉱石2万トンを5年間に渡って供給する契約を結ぶことに成功し、保証金の形で前払いを受けた。不買同盟の上に肥料工場の建設、また前述のようにラサ島での鉱山設備の建設も難航していた。深刻な資金難に直面し、会社存続の危機に立たされていたラサ島燐礦合資会社は保証金の前払いで存続することが出来た。その後は各社からリン鉱石買い入れの引き合いが来るようになって、鉱石が売れないことは無くなった。
1913年2月にはラサ島のリン鉱石を原料とした肥料製造、販売が開始された。恒藤のところには某肥料会社から、リン鉱石は買うので肥料製造、販売は中止して欲しいとの申し入れがなされ、会社の重役たちに対しても中止工作が行われ、社内にも動揺が見られたが、恒藤は肥料製造、販売は事業展開の大きな武器であり、手放すことは自殺に異ならないと中止の申し入れを断固拒否した。

## ラサ島燐鉱株式会社の設立

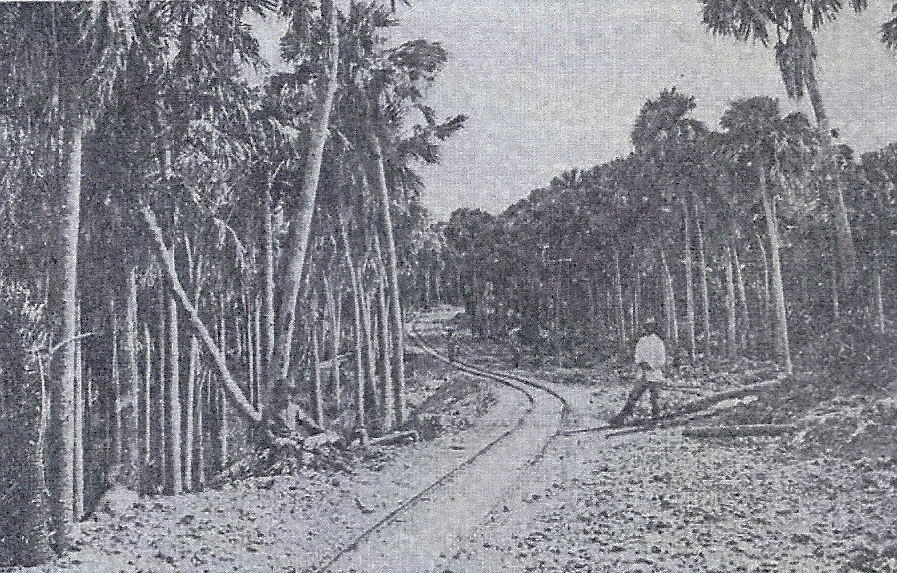
ビロウ森の中に建設された軌道。

リン鉱石販売の目途が立ち、1912年末には9月の台風の被害復旧もほぼ終え、またコンクリート製の雨水溜も完成した。1913年に入り、鉱石販売の目途が立ち、今後台風の被害にも強い充実した鉱山設備の建設を行っていくためには、合資会社では限界があるということで株式会社とする決定がなされ、株主の募集が開始された。5月にはラサ島燐礦株式会社が発足した。
ラサ島燐礦株式会社発足前の1912年、ラサ鉱業所の鉱夫の総数は360名であった。その後事業拡大に伴って鉱夫の数は増加し、1917年には1690名に達し、そのうち1500名が沖縄県出身の鉱夫であった。鉱山としての諸設備の充実も進み、リン鉱石の産出量も増大していった。一方、離島であるラサ島での鉱山事業を拡大していく中で様々な問題にも直面した。

### 水不足による騒動
鉱山労働者については内地からの労働者は気候に慣れず作業効率が上がらず、病気にもなりやすいとして沖縄県出身者に切り替えていく方針が決定された。そして1912年11月には沖縄の地方紙、琉球新報にラサ島出稼ぎの募集広告が掲載された。
ラサ島で事業を進めていく中で最後まで大きな問題となったのが水問題であった。島内には川や池、湧水は無く、島の中心部で井戸を掘ってみたところ、井戸からは海水が湧き出してしまった。起業開始当初は海水を蒸留して真水を得ていたものの、労働者たちが増えていく中で蒸留では追い付かなくなり、結局雨水を溜めて利用する方法へと落ち着いた。
1913年、ラサ島で沖縄県初のストライキが起こり、3月には首謀者として沖縄県那覇の出身者の上原牛が逮捕、処罰されたと伝えられている。この年、冬から春にかけて数十日間に渡って雨が降らず、ラサ島内の真水は底をついて在島者たちは生命の危機に晒された。琉球新報の報道によれば、深刻な水不足に陥る懸念は在島の請願巡査が会社側に再三警告していたものの、資金不足に悩む会社はなかなか十分な数の貯水タンクを建設できなかった。2月には水不足に苦しむ労働者たち約500名が解決策を求めて駐在所に押し掛ける騒ぎとなった。もともと深刻な水不足に陥る危険性を再三警告していた巡査は労働者たちの訴えを認め、来航中の船の船長を留置して会社側に善処を促す措置を取った。その一方で巡査は労務者を扇動する者がいると県当局に通知した。
会社側は給水を目的とした汽船を派遣したものの、港湾設備が整っていないラサ島では水の陸揚げ作業がままならない。やむなく約120名の沖縄県出身の労働者たちの帰郷を認めて事態を収拾した。その後会社側は貯水設備の増強に取り掛かり、ようやく深刻な水不足の危険性は解消された。
また水の問題としては水質も課題であった。1916年、後述の腸チフス流行対策のためラサ島を訪れた高野六郎は、ラサ島在住者が使用する水は屋根に降った雨水を集め、それをタンクに貯蔵したものを使用しているが、タンクの密閉状況が不十分でかつ長期間保存したものをろ過することなく使用していると、衛生面から見て大きな問題であると指摘した。
実際問題、ラサ島在住者の多くが下痢の症状持ちであった。高野六郎は気候的に暑いことや食料が良くないこと、そして飲料水の不良によって腸障害が発生していると判断した。このラサ島在住者、訪問者の多くが罹患する下痢に島内では「ラサ腸カタル」という名前が付けられていた。
その後、雨水貯水タンクの密閉性を高め、タンク内にコイやフナを放してボウフラの発生を抑えるといった措置を講じた。

### 台風の被害と相次ぐ海難
ラサ島では毎年台風などの気象災害が起こり、その対応に追われる事態が続いた。まず荒天が続いて船の来航がストップしてしまい、食糧難に直面したため全島休業して木の芽等の食糧確保を行ったこともあった。
そして毎年、台風シーズンになると多くの施設が破壊される事態が繰り返された。例えば島の生命線ともいうべき仮桟橋は、後述するコンクリート製の桟橋が完成するまでの間、数十回破壊されたという。そして台風の被害として深刻だったのが船の遭難が相次いだことであった。鉱石輸送等の目的でラサ島付近を航行していた船舶のうち数隻が台風によって遭難し、多くの死者、行方不明者を出していた。

#### コンクリート桟橋の建設

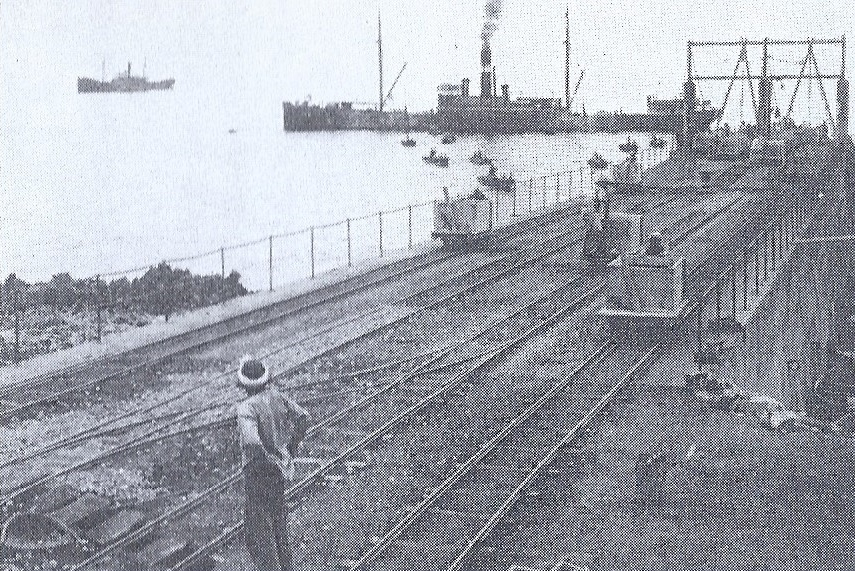
ラサ島のコンクリート桟橋。

鉱山設備の中で最も重要視されたのが港湾施設であった。港湾施設は鉱石の搬出に重要であるのみならず、在島者の生命維持に不可欠であり、事業発展の根幹であった。これまで台風によって破壊されるたびに仮桟橋で急場を凌いできたが、本格的な桟橋建設に取り掛かることになって、まずはドイツ製の鋼鉄製桟橋が適切なのではないかとの意見が出された。しかし本格着工前、試験的に鉄柱桟橋を建設開始してみたところ、工事中の1914年6月の台風によって建設中の鉄柱桟橋は跡形も無く流出してしまった。恒藤は石橋絢彦を顧問として招聘し、石橋とともに現地ラサ島を視察するなどして検討を重ねた結果、コンクリート製の桟橋を建設することが決定した。

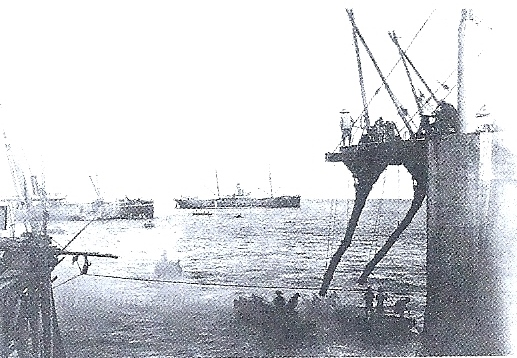
コンクリート製桟橋から艀へのリン鉱石積み込み光景。

1915年6月、コンクリート桟橋の工事が開始された。建設資材は全て島外から持ち込まねばならず、1915年7月下旬には例によって台風に襲われたものの、建設中のコンクリート桟橋には大きな被害はなかった。
1916年3月にはコンクリート桟橋は完成した。完成したコンクリート桟橋は先端から鉄製の桁を出し入れする構造となっており、鉱石搬出時は鉄製桁の先端から艀に積み込み、荒天時には全体がコンクリート桟橋内に収納されるるようになっていた。
その他港湾施設の充実としては、1913年10月から翌14年3月までの間に、海岸の断崖を開削して艀を用意したり陸上に引き上げたりする、インクライン式の艀揚げ降ろし場を建設した。1915年（大正4年）には汽船係留用の浮標も設置され、これまで島の沖合約630メートルに停泊していた船が、100メートルあまりの場所に停泊できるようになって貨物の搬入、鉱石の積み込み作業効率は著しく改善した。

#### 無線通信所と気象観測所の建設

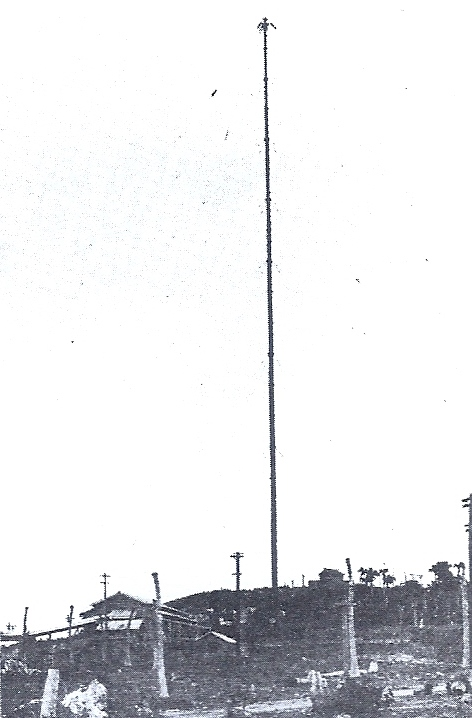
ラサ島無線電信局。

海難事故の背景には通信設備の未整備があった。通信が出来ないことにより台風の襲来など気象情報を入手できない等、鉱山事業の発展に悪影響を及ぼしているとして、1913年8月、恒藤はラサ島燐礦株式会社社長名で無線電信局の設置を沖縄県知事を通して逓信大臣に申請した。

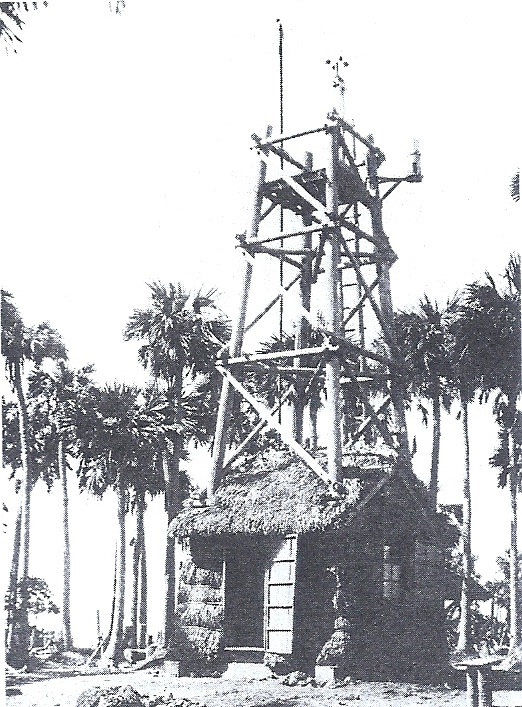
ラサ島気象観測所。

しかし逓信省はなかなかラサ島に無線電信局を設置しようとはしなかった。1914年6月の台風襲来時に発生した海難事故で、船長以下乗組員が全員行方不明となった後、恒藤は再度無線電信局の設置を再申請した。それでも逓信省の許可は下りない。そこで恒藤は海軍省に、ラサ島が軍事的に見ても要衝にあると臨時軍事費で無線電信局の設置が出来ないかと陳情を行った。海軍省側は既に予算の配分が終わった段階であるため海軍の予算では設置は出来ないものの、早急な無線電信局の設置自体の必要性は認め、逓信省に交渉すべきと回答した。1914年12月、逓信省からようやく無線電信局設置の内諾が得られ、合計15449円分の物品ならびに建設に要する労務の提供を行う等の条件を含めて改めて出願するよう指示を受け、結局、その出願が認められて1915年6月6日、ラサ島無線電信局が開設された。
開設後のラサ島無線電信局は毎日19時から24時まで、長崎県の大瀬埼無線電信局との交信が行われた。
無線電信局の開局直後、今度は気象観測のため中央気象台から気象機器の貸与を受け、ラサ島で気象観測が開始されることが決まった。同年8月に気象機器の設置が行われ、中央気象台との間でも無線電信によって気象情報の交信が行われるようになった。

#### 各施設の台風対策強化
台風対策の強化が必要であったのは桟橋ばかりではなかった。1915年7月下旬の暴風雨後、恒藤は台風被害に強い恒久的な施設を金額に糸目をつけず建設する方針を固め、9月にラサ島へ向かった。建物の再建は全て暴風雨に耐えられるように堅牢なものとして、特に海岸付近に建設する必要があった貯鉱場の建物の耐久性を高めることにした。また各事務所、鉱夫等の宿舎は風害の影響を考慮して樹林の中に建設することにした。
このような台風対策が功を奏し、1916年11月の台風に伴う暴風雨に際しても島内の建物、諸設備は大きな損害を受けなかった。

### 衛生問題と食糧問題
恒藤はかねてから南洋の無人島やフィリピンやボルネオなど熱帯地方の開拓事例を研究しており、水の問題やネズミの大量発生、そして伝染病の流行等が課題となるとの知識を持ち、それなりの対策を講じていた。しかしラサ島で事業を拡大していく中で後述のような問題が相次ぐことになった。

#### ハエ、ネズミ、ゴキブリの大量発生
ラサ島にはハブなどの毒蛇や毒のある昆虫類などは生息していなかった。しかし鉱山開発が進むにつれて、ハエ、ネズミ、ゴキブリの大量発生が起きて駆除に追われることになった。まず鉱山開発が始まるとすぐにハエが増え始め、1914年頃になるとハエは極めて多くなった。1915年に気象機器設営のためにラサ島を訪れた人物の記録によれば、食事の際はお膳がハエで真っ黒になるほどであったという。また高野六郎もハエやゴキブリの発生は驚くべきほど盛んであると報告している。
ハエの大量発生への対応としては、まずハエを取る機器を設置したり、汚物に石灰乳を散布したりするなどの対策を講じてみたが効果が見られなかった。そこで在島者の糞便を毎日海に流しこむ施設を整備したところ、ハエの数は激減していった。
恒藤はゴキブリの大量発生は予測していなかった。ゴキブリ駆除対策を様々に講じてみたがなかなか効果が上がらなかった。そうこうしているうちに恒藤が恐れていたネズミの大繁殖が始まった。1915年頃から島内にネズミが見られるようになり、1916年になると猛烈な勢いで数が増えていった。ネズミによって農園で栽培している作物が食い荒らされるなどの被害が起き、またゴキブリもネズミも伝染病の媒介をする。ゴキブリ対策として様々な殺虫剤を散布してみたがなかなか効果が上がらなかったが、猫いらずや有機リン系の殺虫剤を使用してみたところ効果が見られ、ネズミやゴキブリは大きく数を減らしていった。

#### 腸チフスの蔓延

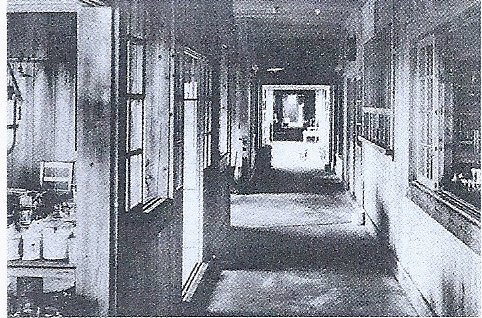
医務室内の光景。

もともとラサ島にはマラリアは全く無かった。しかし外部からマラリアが持ち込まれる可能性があり、警戒を怠らなかった。実際、沖縄で雇った労働者がマラリアに罹っていた事例はあったものの、島内への持ち込みの事前防止に成功し、ラサ島内でマラリアが流行する事態は起きなかった。
しかし全ての感染症の防疫が成功したわけではなく、1916年春、腸チフスが島内で蔓延した。腸チフス流行の発端は明らかではないが、1915年10月半ばに沖縄からラサ島に来た一鉱夫が来島約10日で発熱し、高熱と精神障害を併発させて死亡した。症状から見てこの鉱夫は腸チフスに罹患していたと考えられる。約一か月後、同室の鉱夫が同様の症状を起こし、その後も似たような疾患がしばしば発生していたところが、1916年3月から4月にかけて急速に広まった。たまたま悪いことに島内では内地で流行していたインフルエンザの流行が波及して発熱者が大勢いたため腸チフス患者との鑑別が難しく、島内の医務室では細菌の検査もままならないこともあって事態の把握が遅れてしまった。
ラサ島内では約500名が腸チフスを発病したと言われ、重体となったり死亡する患者が相次ぐようになった。症状が重い患者は島外に搬送して入院治療を行ったが、世間ではラサ島はチフス患者を輸出しているとの悪評が広まった。島外の病院で入院治療を行った患者からチフス菌が検出されたため、蔓延している病気の正体は腸チフスであることが判明した。そこでまず沖縄県が人員を派遣して患者の隔離、各所の消毒を行った。またラサ島燐礦株式会社は北里研究所に医師の派遣を要請した。要請を受けて1916年6月から7月にかけて、高野六郎が腸チフス流行対応のためにラサ島に渡った。
ラサ島在住者は皆、密集状態で生活を営んでおり、中でも沖縄県出身の鉱夫たちは狭い宿舎内で集団生活をしていて衛生状態も劣悪であった。このような生活状況では伝染性の疾患がたちまちのうちに広まってしまうのは明らかであり、腸チフス予防のために早急にワクチン接種を行う必要があるとの判断がなされた。6月初めから北里研究所製のチフスワクチンの接種を開始し、順次ラサ島内在住者全員に接種を行った。接種開始後、腸チフスの流行は急速に治まっていき、発病者も症状的に軽度に留まり、同年9月には終息した。
腸チフスの蔓延後、ラサ島渡航者にはワクチン予防注射と消毒、ラサ島へ向かう船の船員に対しては健康診断を行った。そして新たに衛生係を設けて島内各所の消毒を行い、夜間に鉱夫宿舎を巡回して労働者に衛生管理の注意喚起を行う等の対策を講じた。

#### 脚気の流行と玄米食
ラサ島での事業開始直後から頭を悩ませた問題のひとつが脚気であった。特に1913年から14年にかけて非常に流行し、最盛期には労働者の約8割が脚気となったほど猛威を振るった。脚気予防には玄米食や麦飯が効果があるとされていたため導入を図ったところが、沖縄出身の労働者たちから、ラサ島に出稼ぎに来ているのは単に金を稼ぎたいだけではなく、沖縄ではサツマイモばかり食べているので白いご飯が食べたいからだと玄米食や麦飯の導入に反対意見が噴出した。
結局、炊き方を研究した上で玄米白米の混合米を常食とすることにした。研究の結果、食味も沖縄出身の労働者たちから受け入れられるものとなり、1914年に白米から玄米白米の混合米の常食が始まると、脚気患者は激減していった。
高野六郎はラサ島で脚気が見られないと報告している。高野によれば沖縄出身の鉱夫の食事は白米と玄米を混ぜた米と、味噌を水に溶いて沸かしただけの具が入っていない味噌湯、そして豚の脂であるとしている。ラサ島内の農園で栽培されたサツマイモの支給はあるが十分なものではなく、しかも当時の沖縄ではサツマイモが常食の場合が多く、サツマイモの支給は不評であった。そして特別な労働に従事するときにはおにぎりにたくわんをつけたものが間食として支給され、沖縄出身の鉱夫たちにとってそのたくわんが珍味と言われていた。新鮮な野菜類を口にする機会は少なく、サツマイモの葉や浜辺に自生する植物の葉を食べることがあるくらいであった。タンパク質は鉱夫たちが飼育していたニワトリの肉や卵、空いた時間に行う魚捕り、そして海鳥の卵を食べることがある程度で、その他缶詰、菓子を食べることがあるとしていた。
また高野は内地出身の労働者たちの食生活について、沖縄出身者のものよりもやや良いものの、新鮮な野菜という点から見れば時々味噌汁の中に冬瓜が入っている程度のもので、そのような劣悪な食生活の中でも脚気患者がいないことに驚いている。

### 沖縄出身者に対する労働問題と差別問題

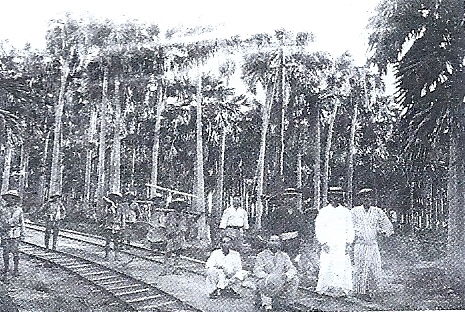
社員と鉱夫。

上記の高野六郎の報告にもあるように、ラサ島労働者、特に沖縄県出身の労働者の待遇は劣悪であった。1914年10月、沖縄の新聞「琉球新報」は4回連載でラサ島の沖縄県人労働者の劣悪な処遇を報道した。それによると、高野の報告にもあったように食生活は悲惨で、米は質が悪く不味いもので、味噌汁は三食とも具無しでたまに昆布や千切りの大根が入っている程度で、労働者たちは故郷沖縄からアンダンスーを取り寄せて食べている状況であるという。
また労働条件も劣悪で、夏季は一日12時間労働、冬季は一日10時間労働、盛夏の7、8月は10時間労働であったが、鉱夫募集時の労働条件であった日給80銭から1円と、出来高によっては2円や3円にもなり、しかも食費は無料であるという話とは大きく異なり、採用当初の日給は25銭でその後も基本給は30銭、トロッコを一回動かすたびに2銭5厘から3銭5厘という状況で、病気で投薬を受けると一日7銭から10銭の投薬料が、そして病欠の場合は体格に応じた過怠金を1等から5等までの基準で3銭から20銭の範囲で給料から引かれたという。なお前述のように給与は賃金から日用品購入代や薬代等が差し引かれたものが通帳に記帳されるシステムとなっており、現金や現金に代わる商品券のようなものは使用されなかった。

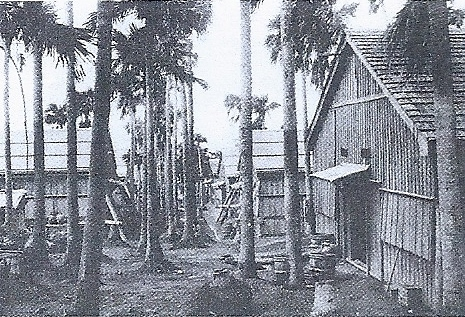
鉱夫宿舎。

さらに問題となったのが沖縄県出身の労働者と他県からの労働者との待遇差であった。実際、炊事場も「内地人炊事場」と「沖縄人炊事場」に分けられており、鉱夫宿舎も別になっていた。前述のように高野六郎は内地人の食事は沖縄出身者のものよりもやや良いと報告しており、琉球新報での報道では牛馬にも等しい糧食で栄養失調に陥れ、他県出身の労働者とは糧食でも差をつけているのは甚だ不当と指弾している。
賃金格差も大きな問題であった。他県出身者は大工、機械工、船夫など専門職なので給与が高くなるとの報道もあったが、琉球新報では他県出身の労働者の賃金は沖縄県出身者の2倍から3倍になり、有利な請負作業は優先的に割り当てられるなどあからさまな格差をつけられていると報道した。
1914年夏、トロッコ運搬の賃金問題に端を発し、沖縄県出身の労働者たちが警官や鉱山の事務員に対して一種の暴動と見なされる不穏な行動に出た。この背景には賃金や食事に代表される差別待遇があった。現地責任者のラサ鉱業所長は不穏な動きを見せた労働者たちを那覇に送還し、さらに沖縄県当局に事情を説明して事件を収めた。
その後、鉱山当局側は鉱夫募集出張所を那覇に設け、優良と判断される人物を選抜して採用することにした。また1915年4月には鉱夫の保護のため共済組合を設立し、会社と被用者折半で積立金を拠出して傷病者への給付金や死亡弔慰金、そして退島時の特別補助金等を支給するようになった。さらに日用品については原価で販売し、健康増進と貯蓄を促す意味から酒類の販売に制限を設ける等の対策を実行した。

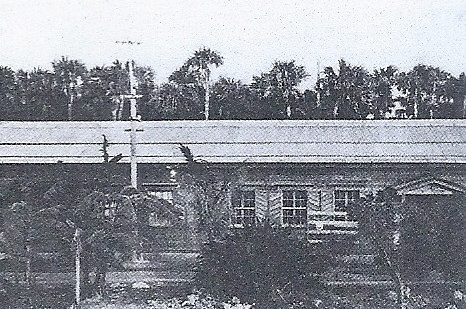
社員専用の食堂・娯楽室。

しかしその後も沖縄県出身鉱夫の食事はたまに魚が出るだけで基本的に米と味噌汁のみで、安い給与に抗議するストライキも起きて、結果として賃金や請負作業の割り当てが改善された。また労働条件も厳しく、社員と労働者、労働者内でも組長、組頭と一般労働者との間には厳然とした待遇差があった。また鉱石輸送用のトロッコの事故や採鉱時に用いるダイナマイトの爆発事故等で負傷者や死者も出ていた。
ラサ島での沖縄県人鉱夫の待遇には様々な問題はあったが、沖縄本島での賃金よりも高給であり、沖縄からラサ島へ向かう労働者は絶えなかった。当時国頭あたりではラサ島で働いてお金を貯めた、「ラサ島成金」が続出したことが話題になったとの報道がある。
1911年から鉱山開発が始まったラサ島鉱業所の大きな特徴として、働いていたのが男性のみで女性が誰もいなかったことであった。女性が全くいないことは、性病が蔓延する懸念が無いことや、女性絡みのトラブルが無いといった利点もあった。しかし酒を飲んでは毎日のようにささいなことでケンカが発生したり、何でも感情に走りやすくなるなどの弊害があり、また男ばかりのラサ島に長期間滞在すると気が荒くなるとも言われていた。
そこでやはり女性を入れるべきではないかとの話は出たものの、強硬な反対意見によって潰されていた。女性を入れることに反対する理由は、ラサ島の深刻な水事情であった。女性は男性よりも水の使用量が多いと考えて、ただでさえ深刻な水事情が更に悪化することを恐れていた。ラサ島の女人禁制はラサ鉱業所の一時操業中断の1928年（昭和3年）まで続いたが、1932年（昭和7年）の操業再開後は女性や子どももラサ島で生活するようになった。

### リン鉱石産出体制の充実

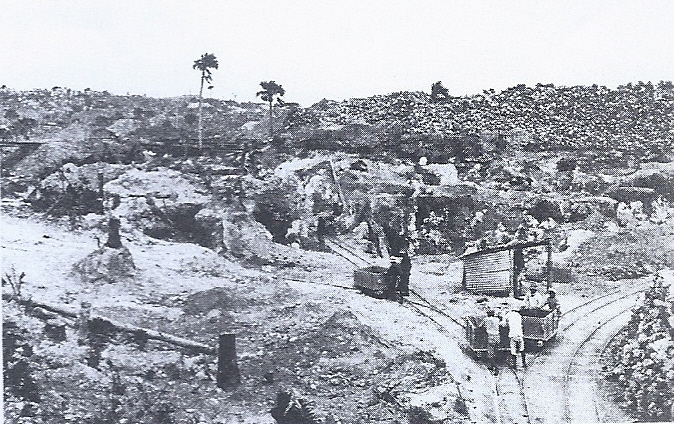
リン鉱石の露天掘りと鉱石運搬光景。

ラサ島鉱業所創業以来、様々な困難な問題が降りかかってきたが、リン鉱石の採掘体制は着実に強化されていった。鉱業所創業後、まず島の北東部の台地に採鉱所を設け、鉱石運搬用の軌道の敷設を開始した。ラサ島のリン鉱石鉱床は地表近くに層状になっていたため、創業当初は露天掘りを行っており、大きな塊はダイナマイトで爆破して砕いた上で採鉱していた。
採掘されたリン鉱石は当初そのまま船積みされ出荷していたが、大きな塊のままでは買取り時に破砕料を徴収され、また顧客からの苦情もあったため、1913年、鉱石の破砕場を建設した。また顧客からはリン鉱石の水分についての苦情もあり、1915年には鉱石の乾燥場を整備して乾燥させた鉱石を出荷するようになった。

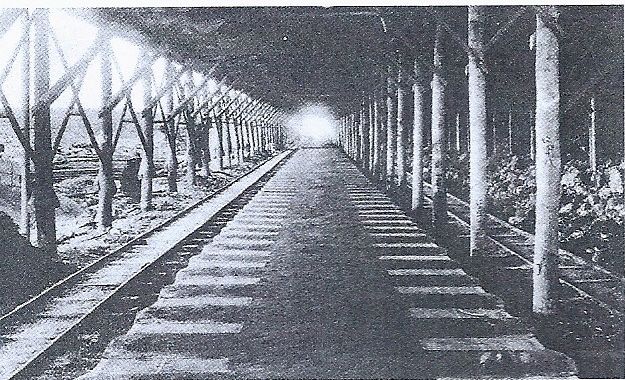
リン鉱石乾燥場。

鉱山事業発展に伴って鉱区も島全体に広げられていく。鉱区の拡張に伴って鉱石運搬用の道路、軌道の拡張、そして鉱夫の増員が進められた。1915年には順調な採掘体制の整備に対して、港湾・航送体制の整備の遅れによって島内に約35000トンの貯鉱を抱え込む事態も発生した。その後も鉱区の整理、新設、採掘体制の整備強化、そして島内の鉱石輸送体制の強化を進めていった。
そして1917年にはラサ島に埋蔵されているリン土の利用を進めることになった。リン土内のリン酸含有量は約3割あるものの、多量の鉄礬土が含まれているため、これまで肥料原料には適さないとして放置されていた。しかし調査研究の結果、重過リン酸石灰の原料になるということで、輸出用としての重過リン酸石灰の製造のために直営工場の拡張が決定した。

## 第一次世界大戦と全盛期

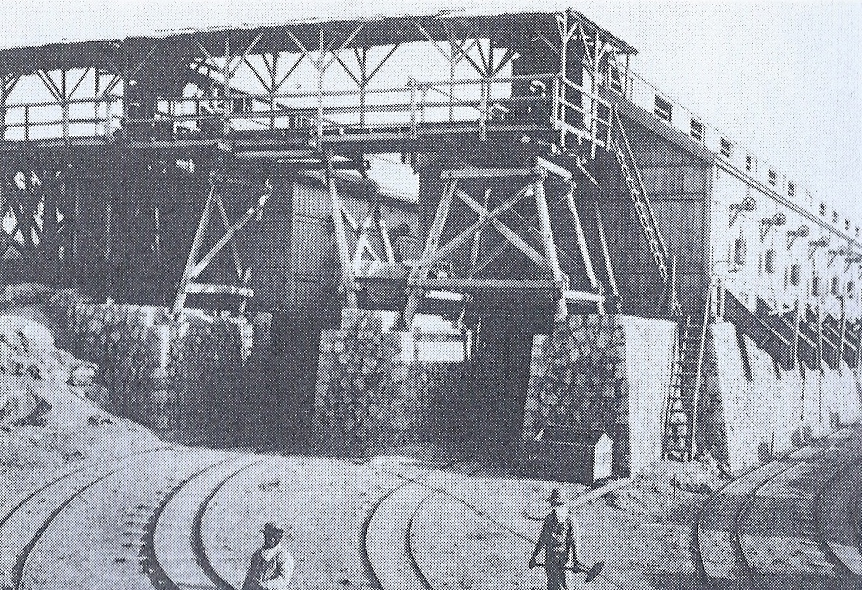
リン鉱石の貯鉱場。

1914年に第一次世界大戦が開戦してしばらくの間は肥料価格が低迷したものの、その後、船舶の不足から運賃が高騰したことがきっかけとなって外国産リン鉱石の輸入が激減する。1913年にはリン鉱石の輸入は約20万トンであったが、1916年には半分の約10万トンに落ち込んだ。しかも好景気で米価等農作物の価格も上昇して、農家の肥料需要も旺盛となった。
第一次世界大戦によってリン酸肥料業界は空前の好景気に沸いた。中でもほぼ日本国内唯一のリン資源であるラサ島鉱業所を擁するラサ島燐礦株式会社は、その強みを存分に発揮する。ラサ島産のリン鉱石の評価も高まっており、海外からの輸入が激減する中でラサ島鉱業所のリン鉱石産出量は拡大を続け、1918年にはピークの約18万2600トンに達し、鉱夫の数も約2000名に膨れ上がった。

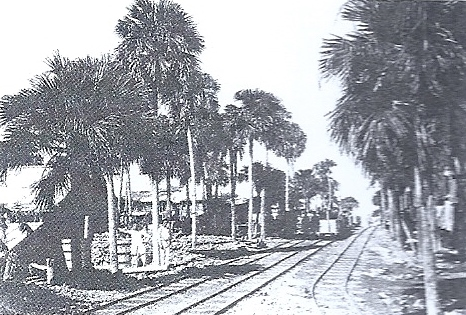
桟橋へ向かう軌道。

最盛期となったラサ島鉱業所では、ダイナマイトないし鶴嘴や鉄棒を用いて手作業により採掘されたリン鉱石は、地表から3、4メートル掘り下げられた場所を縦横に走る軌道によって運搬され、各鉱区で集められた後、インクラインを用いて乾燥場に運ばれた。乾燥場では水分を2パーセント以下にして、大きな塊は2インチ以下に破砕した後、出荷まで貯鉱場で保管された。出荷時は貯鉱場からトロッコで桟橋まで運ばれ、桟橋で艀に積み込み、艀から沖合いに停泊中の輸送船に積み込んだ。通常、一日2000トン前後のリン鉱石積み込みを行っていたといい、一日3000トンという記録を作ったこともある。しかし台風シーズンの7月から10月にかけては輸送がままならないことが多かった。
空前の肥料業界の好況が続く中、当初、輸出用の重過リン酸石灰製造用に建設された設備は、研究によってラサ島鉱業所のリン土を原料として過リン酸石灰の製造が行える目途が立ったため、旺盛な国内需要を満たすべく、一部を除いて過リン酸石灰製造に宛てられることになった。
1919年4月、上野精養軒でラサ島開発10周年の記念祝賀会が開催された。祝賀会には原敬首相を始め各界の著名人が参加し、恒藤社長は得意の絶頂にあった。恒藤は第一次世界大戦中、リン鉱石の輸入が滞る中で農家にリン酸肥料の供給が続けられたのは、国内唯一のリン鉱石産地のラサ島のおかげであり、いささかなりとも国家のために貢献できたのは喜びに堪えないと自負していた。

## 戦後不況による苦境から休山へ

### 戦後不況の到来と生産縮小
1920年に入ると、戦後不況の中、ラサ島燐礦株式会社は一転逆風の中に晒されるようになった。第一次世界大戦前、全国の肥料製造メーカーの過リン酸肥料の生産能力は年間約58万トンであった。それが戦後の1922年にはほぼ倍増の112万トンとなっていた。ところが戦後不況によって国内需要が急激に落ち込み、生産能力の半分以上が過剰となってしまった。過リン酸肥料の価格は第一次世界大戦の好景気時の7分の1にまで落ち込み、原料のラサ島産リン鉱石の価格も、第一次大戦中、最高でトンあたり70円に達したこともあり、平均しても50円から60円であったトン当たりの価格が、14円から15円にまで下落した。
肥料会社各社の中でも急速に経営規模を拡大させてきたラサ島燐礦株式会社は、戦後不況でとりわけ大きな打撃を被った。会社は大きな負債を抱え、株主総会の度に会社更生策について株主らから厳しい追及を受け、また債権者からの厳しい債権取り立ても続いた。採掘したリン鉱石は売れず、約20万トンの在庫を抱えて倉庫代が経営を圧迫するという悪循環も起きた。苦境に立たされた社長の恒藤は、親しかったダイヤモンド社の石山賢吉のアドバイスに従って、大阪製錬の常務取締役であった小野義夫をラサ島燐礦株式会社の常務取締役に招請した。小野は会社の人員整理と機構改革を進め、売れずに倉庫に保管されたままであった約20万トンのリン鉱石の売却を行った。このような中で1922年にはラサ島鉱業所の事業縮小が断行され、社員、鉱夫を最盛期の3分の1にまで減らし、採掘も鉱区の維持が出来る程度にまで縮小した。その結果、1922年のリン鉱石採掘量は約1万トンにまで減少した。

### 表層部のリン鉱石枯渇と深部のリン鉱石開発
第一次大戦後、ラサ島鉱業所のリン鉱石産出量が急速に減少する中で、ラサ島のリン鉱石の枯渇が噂されるようになった。実際問題、1921年5月に専門家が視察した時点で、表層のリン鉱石は宿舎周辺の掘り残された部分のみで、あとは鉱床の底のくぼ地に溜まっている鉱石だけであった。また別の報告でも地表付近のリン鉱石は宿舎や事務所、そしてラサ神社周辺のみが未掘で、島内は凸凹した廃墟のような石灰岩が広がっているとしている。無人島時代は鬱蒼とした樹林が広がっていたラサ島であるが、リン鉱石採掘が進む中で樹木がほとんど無い島に変貌してしまっていた。
これまでラサ島中央部のリン鉱石は鉄礬土の含有量が高く、基本的に手をつけていなかった。地表付近の良質なリン鉱石が掘り尽くされていく中で、1922年、島中央部の鉄礬土含有量が高いリン鉱石の下部の探鉱を行った。
1923年1月、海水面下まで立坑を掘り進めたところ、優良なリン鉱石鉱脈に到達した。リン鉱石の鉱脈は2層発見され、海水面付近の第3層に優良なリン鉱石が埋蔵されていた。恒藤は3月にラサ島に渡って深部のリン鉱床の状況を確認し、採鉱計画の立案と斜坑の掘削等採掘設備の建設を進め、1923年9月から干潮時に採掘を行うことを考慮して、海面下約1.8メートルまでの鉱床の採掘を開始した。
恒藤は表層付近のリン鉱床と深層鉱床を併せ、430万トンの埋蔵量と見積もった。またラサ島燐礦株式会社の債権者から第三者による客観的な埋蔵量調査データが欲しいとの要求があり、商工省による調査を要請したところ、鉱山局の大井上技師が1925年（大正14年）5月に調査を行い、埋蔵量370万トンあまりと推定した。
これまでラサ島鉱業所では表層のリン鉱石を露天掘りで採掘していた。しかし鉱床深部の採掘に移っていくに従って露天掘りは困難となっていた。そして海水面付近の深部のリン鉱床を採掘するようになって、坑道を開いて採掘する方法に転換した。新鉱床の発見によってラサ鉱業所は息を吹き返し、約650名であった鉱夫の数は1925年には約1160名あまりまで増加し、採掘量も約10万8300トンまで回復した。
関東大震災によるラサ島燐礦株式会社の東京工場の被害は比較的軽く、震災後の復興景気もあって経営は一時期持ち直す。しかし1925年にラサ島燐礦株式会社のリン鉱石を一手に販売していた高田商会が経営破綻し、そのあおりを受けて再びラサ島燐礦株式会社の経営は困難となっていく。

### 会社の事業整理と休山
1927年春には、島中央部の地下海水面付近の優良鉱はほぼ掘り尽くした。その後、宿舎の下や周辺など未採掘地の鉱石採掘に取り掛かったものの、狭い地域であり短期間に未採掘地約7割の採掘が終わった。また不況は続いていて肥料の売り上げは上がらず、会社の経営はより厳しさを増していた。そのような情勢下では、ラサ島鉱業所の経営を続けても採算が取れる見込みが立たないと判断され、1928年12月に操業中断が決定され、社員、鉱夫全員が離島してラサ島は無人島に戻った。
ラサ島鉱業所の休山後、恒藤はラサ島燐礦株式会社の経営難の責任を取る形で1929年4月に社長を辞任し、取締役兼相談役となった。同年6月には取締役兼相談役も辞任してラサ島燐礦株式会社、そしてラサ島鉱業所の経営から完全に離れることになった。恒藤はその後も自らの自宅に併設していた恒藤調査所を拠点として、与論島、波照間島などでリン鉱石探査を続けていく。

## ラサ島鉱業所の再開

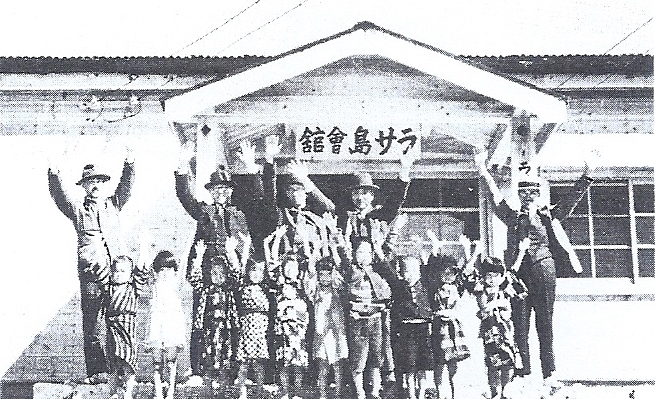
1938年の操業再開時、ラサ島会館をバックに記念撮影。

恒藤が退陣した後、1930年5月には代表取締役の小野義夫が社の実権を掌握した。小野は事業の整理縮小と再構成、そして債務整理に辣腕を振るい、1933年までには債務整理をほぼ完了させた。同じ頃、戦時体制が強化されていく中で長年続いた不況から日本経済は復活していった。そして景気が回復していくにつれてリン酸肥料の消費量が増大していき、リン鉱石の需要も増え始めた。しかも1931年の満州事変後は国際情勢の不透明感が増してリン鉱石の輸入に不安感も出ていた。債務整理をほぼ完了させ、会社の体質改善に成功したラサ島燐礦株式会社は、1933年にラサ島鉱業所の操業再開を決断する。
操業再開に当たってはまずラサ島の現状把握が必要不可欠だった。1933年3月、調査隊が派遣され、約2週間施設の状況やリン鉱石の埋蔵量を調査した。リン鉱石はラサ島内に約5000トンの保管中の鉱石があり、また第一種リン鉱石約10万トン、第二種リン鉱石（リン土）約50万トンの埋蔵を確認して、採算が取れると判断した。各施設については破損状況を把握し、修繕方法についても検討した。

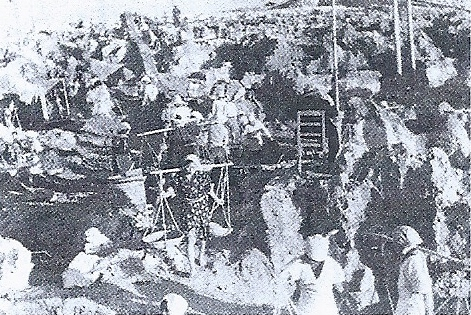
働く鉱婦たち。

6月末には操業開始のため、資材や機器、そして職員、鉱夫をラサ島に派遣した。なお派遣された鉱夫のうち約300名は沖縄県内で募集、採用され、那覇から合流してラサ島に向かった。5年近く放置され破損していた各施設の復旧は、1934年2月頃までかかった。復旧が終わり、月2000トン以上の採鉱体制が確立されてラサ島鉱業所は本格操業再開となった。
操業再開後のラサ島鉱業所で、再開前と大きく変わったのが女性、子どもの在島が認められたことであった。これは1933年までの男性のみの就労形態ではやはり労働者同士のケンカやいざこざが絶えず、また労働者の定着率も悪く、会社としても夫婦でのラサ島出稼ぎを進めることにしたためであった。また出稼ぎ労働者としてラサ島で働くことを希望する男性労働者が減少して採用が難しくなってきたため、女性の労働力に期待せざるを得なくなったことも原因であった。
夫婦、子どもが在島するようになって教育機関が新たに必要となった。ラサ島には小学校があったとの証言があり、生徒が少なかったときは教師1名で、増加してくると教師夫婦2名で教えていたというが、具体的な記録は残っていない。また小学校の他に青年学校もあったとの証言がある。

### リン鉱石輸入の減少とラサ島鉱業所

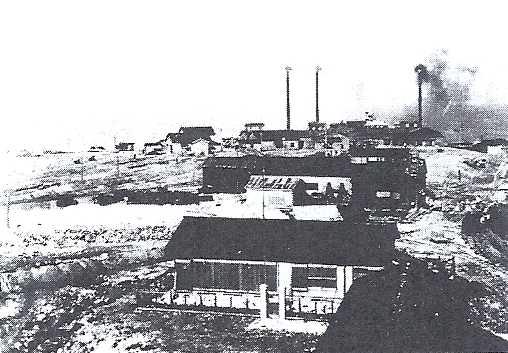
ラサ島鉱業所事務所。

再開されたラサ島鉱業所では、これまで放棄していた第二種燐鉱石であるリン土の処理が課題となった。リン土に混入している良質なリン鉱石の細粒を選鉱し、商品化するために1933年9月に第二種リン鉱石選鉱所の新設が決定され、翌1934年4月に完成した。また良質な第一種リン鉱石の増産に向けても努力した。
またこれまで各肥料製造会社に直接販売していたラサ島鉱業所のリン鉱石を、1934年以降は三井物産に委託販売とした。同時にリン鉱石運搬船の契約も三井物産船舶部に一括して行い、倉庫も主に三井倉庫を利用するようになった。これはリン鉱石の販路拡大のため大手商社の三井物産との提携が有利であり、運搬船、倉庫の契約の利便性も考慮しての決定であった。そしてリン鉱石増産体制の強化のため、ラサ島鉱業所では坑道などの採鉱設備、坑道内の軌道や道路等の運搬設備、貯鉱場、倉庫、艀の新造、乾燥場など、各施設の修理、増築、新造が積極的に進められた。
1937年4月16日、ラサ工業株式会社は熊本営林局とラサ島の払い下げ契約を締結した。払い下げ価格は3748円で、6月23日に所有権移転登記が行われた。
ラサ島鉱業所の増産体制強化の背景には、国際情勢の緊迫化によってリン鉱石輸入に対する不透明感が増してきたことがあった。実際、1937年をピークとしてリン鉱石の輸入は減少していき、1941年の第二次世界大戦参戦後は激減していく。しかも戦時体制が強化されていく中で食糧増産は重要な政策課題のひとつとされ、食料増産に不可欠であるとして農林水産省からリン鉱石増産を強く要請されるようになった。
ラサ島のリン鉱石は採掘が進むにつれて肥料化に悪影響を及ぼす鉄礬土の含有量が増加していった。そして良質な鉱石の産出は減少していた。実際問題、ラサ島鉱業所で採掘されるリン鉱石の品位は低下していて、輸入した優良鉱と混合しなければ利用できない状況になっていた。しかも戦争が激しさを増す中で従業員の確保は困難となって、必要な数を集められなくなっていく。ただラサ島鉱業所は重要産業ということで、農林省からの働きかけも行われたためある程度の人員の確保は出来た。また鉱業所の労働者は重要産業に従事しているということで召集されることは比較的少なく、生活物資や燃料、資材の供給も続けられた。
ラサ島鉱業所は、1938年から1944年までの間に約32万トンのリン鉱石を採掘した。これは約31万トンの北大東島を押さえて日本領内トップの数字である。しかし戦況の悪化に伴って海上輸送が困難となり、航送に大きな危険が伴うようになった。

### ラサ島での労働、生活について

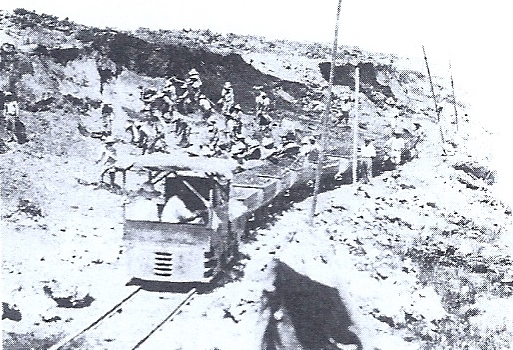
リン鉱石を積んだトロッコをけん引するガソリンカー。

再開後のラサ島鉱業所には、再開前と同じく主に沖縄から労働者を雇い入れた。労働者の大部分は現在の名護市や本部町、今帰仁村そして伊江島など、本部半島及びその周辺の出身者であった。その他、八丈島や宮崎県から来た労働者もいた。
労働者の募集方法としてはまず勧誘があった。労働者の募集が必要になると、会社は各地域にいるラサ島経験者の募集人に人員募集の連絡を行った。当時、同じ地域から多くの労働者たちがラサ島へ出稼ぎに行っているので淋しい思いをすることは無いし、何よりも大阪などで働くよりも給料が良く、しかも遊ぶ場所が無いのでお金が貯まると言われていたという。またラサ島で働く労働者の募集広告が新聞に載ることもあった。
男性は主に採鉱、探鉱そしてトロッコ等での鉱石運搬の仕事、女性は炊事や洗濯、鉱石を洗う洗鉱場での仕事、細かなリン鉱石を含むリン土から鉱石をより分ける仕事などに従事した。実際、ラサ島での給与は沖縄で働くのよりも良く、その上、遊ぶ場所がないラサ島では就労収入の多くを送金したり持ち帰ったため、貧しかった本部半島付近の村々にとってラサ島での出稼ぎは重要な収入源であった。
地表付近のリン鉱石は掘り尽くされたため、鉱石の採掘は坑道内で行われるようになっていた。坑道内には満潮時になると海水が入ってきたという。採掘された鉱石は坑道外に搬出されるとトロッコに積み込まれ、運搬された。その後トロッコ10台程度をけん引するガソリンカーによって洗鉱場や乾燥場、貯鉱場へと運搬された。そして月1、2回の鉱石積み込み船が来航すると、現場作業に従事する者たち総出でリン鉱石積み込み作業に従事した。

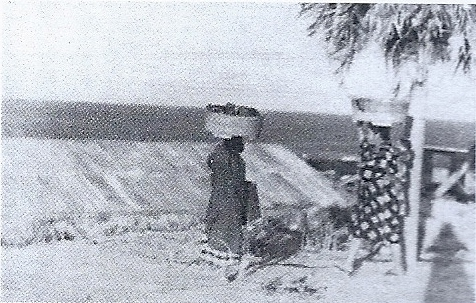
洗濯場へ向かう女性たち。

宿舎は長屋のようなもので、独身部屋は8畳の部屋に8名から10名、夫婦は6畳の一部屋が割り当てられた。なお、沖縄県出身者と他県出身者の宿舎は別であった。現金は流通しておらず、売店等で使用する会社発行の紙幣のようなものがあった。食生活については故郷の沖縄よりも恵まれていたという。男女とも働くようになったため、島内で知り合って結婚することもあった。しかしやはり島内には娯楽は無く、酒の上でのケンカも多かった。
ラサ島の生活でやはり大変であったのは水であった。米は海水で研いで炊くときのみ真水を用いた。風呂も洗濯も海水を使用した。海水を沸かした風呂に入った後、風呂上がりに体を流すために真水をかぶっていた。洗濯は作業着などは海水で行い、肌着のみ真水を使っていた。
前述のようにラサ島では金銭は流通しておらず、稼いだお金は故郷に送金したり、出稼ぎを終えて帰郷する際、島を出てから最初の港でまとめて渡されるなどした。

## ラサ島退去と閉山
1942年8月、ラサ島に日本海軍の望楼が建設され、海軍軍人8名、観測員9名が常駐して海上監視活動に従事するようになった。1944年2月25日には最初の艦砲射撃を受け、4月16日には荷役中の船舶が潜水艦攻撃を受け、大多数の乗船員が死亡した。そのような騒然とした中で4月26日、森田芳雄陸軍中尉率いるラサ島守備隊220名が進駐してきた。
ラサ島鉱業所と進駐したラサ島守備隊との関係は良好であった。守備隊は島内の地下いたるところに延びている坑道などを利用して陣地を建設していったが、建設にはラサ島鉱業所側が全面的に協力した。
しかしラサ島鉱業所側の在島者の不安は拭えず、退島希望者が多数出ていた。会社側もまずは高齢者、女性、子どもを中心として退島を進めることにして、守備隊上陸の翌日の4月27日にまず257名を那覇に送った。会社側としても海上輸送がままならずに採掘したリン鉱石が島内に貯鉱されるばかりとなっていて、収入を得られない上に人件費はかかる状況に陥っていたため、鉱業所の人員削減は急務であった。
戦況の悪化に伴って従業員の離島順序も決められた。職員については所帯持ちが優先とされたが、鉱夫、鉱婦らは自主的に決めることとされた。7月18日に第二陣として83名の従業員が離島した。そして9月29日にはラサ島は初の空襲に襲われた。
会社としてはラサ島鉱業所を閉鎖して従業員全員を離島させたかった。またラサ島守備隊長の森田もラサ島鉱業所従業員全員の離島を支持していた。米軍の空襲、艦砲射撃が激しくなればラサ島鉱業所従業員から負傷者や犠牲者が出ることは避けられないし、何よりも米軍が上陸して来たら守備隊とともに玉砕は免れない。その上、ラサ島で産出されるリン鉱石の品位が低く、肥料原料としての価値に疑問符がつくことと、そもそも海上輸送網が破綻をきたしている状況ではラサ島からリン鉱石を搬出することが出来ない。つまりラサ島でリン鉱石採掘を行い続ける意味自体無いと判断したためであった。
森田はラサ島で産出されるリン鉱石の利用価値の低さと、海上輸送網が機能していない以上掘っても無駄になってしまうと、ラサ島鉱業所従業員全員の離島を進言していた。そして11月23日には98名が第三陣として島を離れる際に、更に強く従業員全員の離島を求める説明書を送付した。しかし森田の意図はなかなか上層部に通じない。結局、11月28日に来航した船でラサ島鉱業所従業員36名が離島するとともに、森田の部下が那覇に向かう際、直接軍の上層部に事情を説明することになった。
この時点でラサ島には93名のラサ島鉱業所従業員が残留していた。森田の部下が上層部と直接交渉した結果、まず「リン鉱石の採掘は農商省の方針であるため変えられない。しかし輸送は全て軍事優先であるため今すぐリン鉱石の輸送は出来ない。従って当面、ラサ島鉱業所従業員は軍の作戦準備に協力して欲しい」という内容のリン鉱石採掘継続指示が下りてきた。しかしその後、中央での軍需省と農商省との協議等を踏まえ、12月27日に全員退去が決定した。
最後まで残留していた93名のラサ島鉱業所従業員は、撤収作業を済ませて1945年1月13日に離島する予定であったが、航空状況が悪くて船舶がラサ島になかなか近づけなかったため、1月22日の離島となった。こうしてラサ島鉱業所は閉鎖され、1911年以来の歴史に幕を閉じた。1911年から1944年までにラサ島鉱業所で採掘されたリン鉱石は約160万トンに達した。

## 戦後のラサ島とリン鉱石資源
ラサ島鉱業所従業員が去った後、空襲や艦砲射撃にしばしば見舞われたものの、坑道を利用した頑強な防御陣地の効果もあってラサ島守備隊の損害は比較的少なく、8月15日の終戦を迎えた。10月12日には米軍の接収を受けた後、14日にラサ島守備隊は島を離れ、ラサ島は無人島になった。
終戦後、沖縄はアメリカの統治下に入った。しかしラサ工業は1951年、ラサ島の鉱業権確認申請を提出した。申請は認められて1953年8月には通商産業省鉱山局長から証明書が発行された。一方、1956年4月16日、ラサ島は米軍の射爆場に設定され、沖大東島射爆撃場となった。1972年5月15日の沖縄日本復帰後も引き続いて米軍の射爆劇場として使用されていて、取り決めにより月15日、年間180日以内の範囲で米海軍の艦対地射爆撃訓練、空対地爆撃訓練が行われている。
日本復帰後、ラサ島はいったん国有地とされたものの、1937年にラサ工業株式会社に払い下げられた事実が確認されたため、ラサ工業の所有権が認められて1973年10月12日には民有地に訂正された。所有権回復後、ラサ工業はリン鉱石採掘再開を図って基地の返還を求めた。しかし政府としては米軍の基地使用を認めざるを得ず、結局、1974年3月30日に政府とラサ工業はラサ島の賃貸借契約を結んだ。ラサ島の賃貸料は北大東村誌によれば1984年度は3億3000万円であり、その後、金額は公表されていないが北大東村当局者によれば1991年は推定5億円という。
1979年1月、ラサ工業株式会社はラサ島をリン鉱山として再開発するとともに、採掘終了後は石油備蓄基地とする計画を策定する。同年7月、広島大学の沖村雄二教授を団長として、ラサ工業と防衛施設庁合同でラサ島のリン鉱石調査が実施された。調査の結果、リン鉱石の埋蔵量は約350万トンと推定された。そのような中でラサ工業とラサ島が属する北大東村は、射爆場としての契約解除とラサ工業側への返還を求めたが、国は基地契約解除と返還に同意せず実現しなかった。

## ラサ島鉱業所のリン鉱石採掘量
| 年度 | 生産量(トン) |
| ---- | ------------ |
| 1911 | 1,379        |
| 1912 | 4,741        |
| 1913 | 15,980       |
| 1914 | 35,372       |
| 1915 | 40,800       |
| 1916 | 106,298      |
| 1917 | 110,726      |
| 1918 | 182,640      |
| 1919 | 117,470      |
| 1920 | 95,353       |
| 1921 | 30,704       |
| 1922 | 10,595       |
| 1923 | 22,978       |
| 1924 | 75,000       |
| 1925 | 108,308      |
| 1926 | 69,587       |
| 1927 | 43,272       |
| 1928 | 33,849       |
| 1933 | 4,507        |
| 1934 | 16,791       |
| 1935 | 28,223       |
| 1936 | 48,866       |
| 1937 | 68,745       |
| 1938 | 61,114       |
| 1939 | 48,284       |
| 1940 | 46,169       |
| 1941 | 34,549       |
| 1942 | 44,715       |
| 1943 | 61,319       |
| 1944 | 24,612       |
| 総計 | 1,592,856    |

- 1929年から1932年までは休山、ラサ工業80年史記載の数値。
- 産出量は各資料間で多少の違いがある。熊沢（1983）「恒藤規隆博士と日本の燐酸資源」（1983）では、総産出量1,642,549トン。小田部（1997）「リン鉱石とリン資源」（1997）では総産出量1,633,819トンとなっている。